# Liste von Unglücken im Bergbau

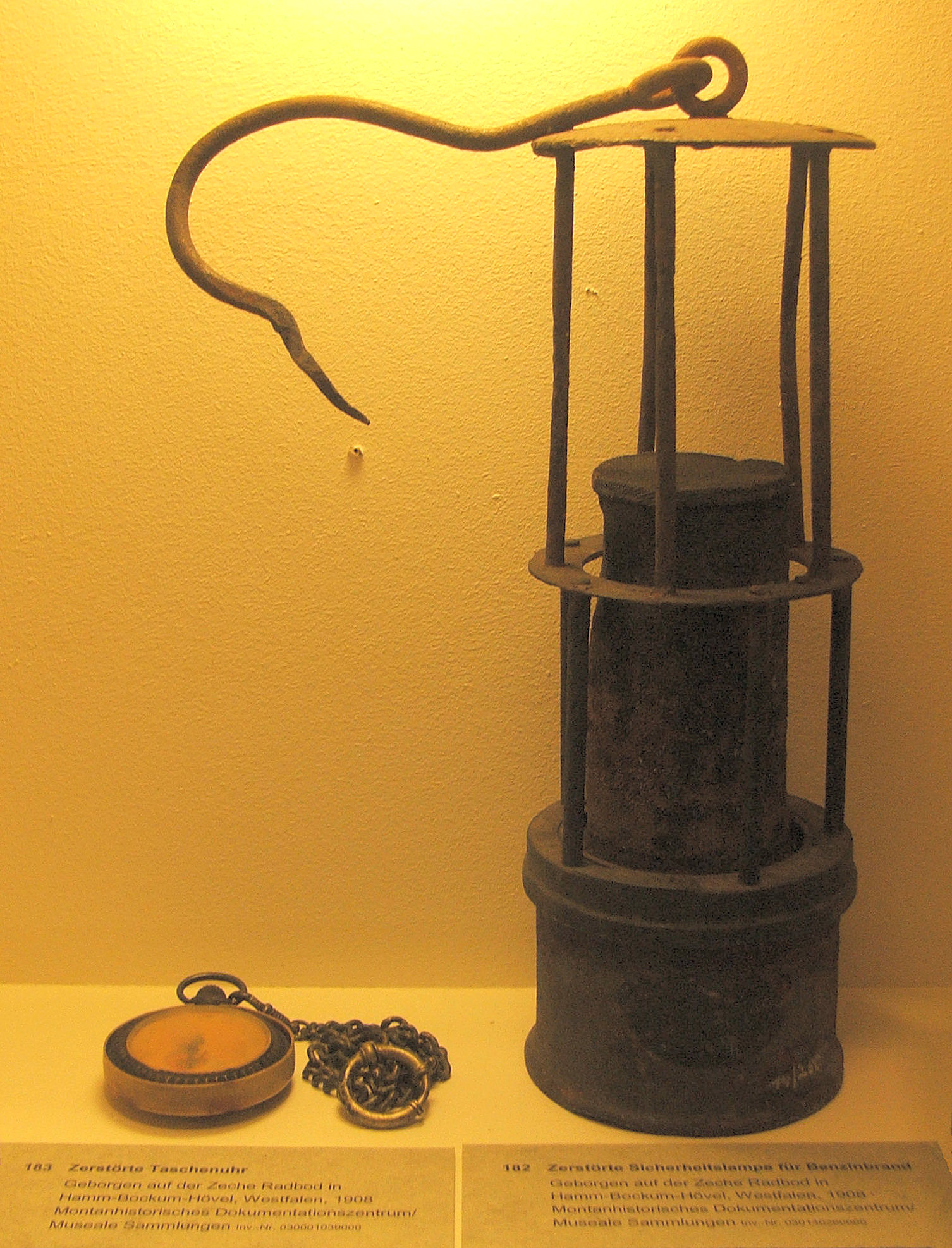
Verbrannte Taschenuhr und zerstörte Grubenlampe vom Unglück 1908 auf der Zeche Radbod mit 348 Toten

Die Liste von Unglücken im Bergbau nennt Unglücke im Bergbau weltweit. Zu den Ursachen zählen Schlagwetter-, Kohlenstaub- und Sprengstoffexplosionen, Wassereinbrüche und Einstürze.
Zur Definition eines Grubenunglückes gibt es bislang in der Literatur keine einheitlichen Aussagen. Die Historikerin Evelyn Kroker erfasst in ihrem Standardwerk zu Grubenunglücken im deutschsprachigen Raum in Anlehnung an Richtlinien des Oberbergamtes Dortmund Ereignisse als Grubenunglücke, bei denen mindestens zwei Menschen ums Leben kamen und/oder mindestens drei Menschen betroffen waren.

## Rahmenbedingungen
Die über die Presse bekannt werdenden Unglücke stellen nur einen kleinen Teil der Statistik dar.

### Internationale Zahlen
So starben in der Volksrepublik China im Jahre 2004 nach offiziellen Angaben über 6.000 Bergleute bei Grubenunglücken. Inoffiziell wird von jährlich über 12.000 Toten berichtet. Zwischen 1992 und 2002 kamen offiziell 59.543 Bergleute ums Leben. Man schätzt, dass etwa 600.000 Bergarbeiter in mehreren zehntausend (größtenteils illegalen) Kleinstzechen tätig sind. In diesen kleinen Betrieben gab es nach offiziellen Angaben im Jahr 2000 17, in den größeren, staatlichen Bergwerken 2 Todesopfer pro 1.000.000 t geförderter Kohle. China ist daher in der Statistik von Unglücksfällen derzeit weltweit führend.
In der Türkei starben nach Angaben des türkischen Arbeitsministeriums allein in den 9 Jahren bis 2014 mehr als 11.000 Menschen bei rund 730.000 Arbeitsunfällen; so kamen im Jahre 2010 durchschnittlich 4 Bergleute pro Tag ums Leben.
Darüber hinaus sterben viele ehemalige Bergleute an erworbenen Schäden durch einschlägige Berufskrankheiten.

### Zahlen für Deutschland
Evelyn Kroker und Michael Farrenkopf haben in dem Standardwerk zu Grubenunglücken im deutschsprachigen Raum, in Anlehnung an Richtlinien des Oberbergamtes Dortmund, Grubenunglücke erfasst, bei denen zwei oder mehr Menschen ums Leben kamen und/oder drei oder mehr Personen vom gleichen Ereignis betroffen waren. Einzelfälle, also Arbeitsunfälle, auch wenn sie tödlich verlaufen, werden nicht als Grubenunglück definiert. Auch Einzelfälle, die einem Grubenunglück entsprachen, wie Erstickungstod oder Gebirgsschlag, wurden nicht erfasst. Es darf also von einer wesentlich höheren Zahl an getöteten oder verletzten Bergleuten ausgegangen werden. Den bekannten Massenunfällen stand eine Vielzahl von Einzelunfällen gegenüber. Im Oberbergamtsbezirk Dortmund waren im Jahr 1900 7,1 % aller Unfälle mit tödlichem Ausgang auf schlagendes Wetter zurückzuführen. Die häufigste Unfallursache waren Stein- und Kohlenfall mit 45,5 %, weitere 12,4 % entfielen auf Unfälle in Schächten.
Bei einer Überschlagskalkulation in der Auflistung der Grubenunglücke für den deutschsprachigen Raum von dem Jahr 1800 aus den Listen von Kroker und Farrenkopf kommt man auf weit über 2.800 Unglücke (über 2.450 Unglücke im Steinkohlenbergbau, über 130 Unglücke im Braunkohlenbergbau, über 180 Unglücke im Erzbergbau, über 100 Unglücke im Steinsalzbergbau und über 20 in dem Bereich von Abbau von Stein und Erden), nach den oberen Kriterien.
Weiterhin bestand eine große Gefahr, gerade im Steinkohlenbergbau, an den Folgen der Staublunge zu sterben. Die Gefahr war dreimal höher als die eines tödlichen Arbeitsunfalls oder Grubenunglückes.

## Liste

### 14. Jahrhundert
| Datum | Bergwerk    | Produkt | heutiges Land | Revier | Ort    | Ursache                                           | Todesopfer | Verletzte, Überlebende, weitere Schäden, Bemerkungen |
| ----- | ----------- | ------- | ------------- | ------ | ------ | ------------------------------------------------- | ---------- | ---------------------------------------------------- |
| 1376  | Rammelsberg | Erz     | Deutschland   | Harz   | Goslar | Verschüttung durch hereinbrechende Gesteinsmassen | mind. 100  |                                                      |

### 15. Jahrhundert
| Datum | Bergwerk            | Produkt | heutiges Land | Revier | Ort    | Ursache         | Todesopfer | Verletzte, Überlebende, weitere Schäden, Bemerkungen |
| ----- | ------------------- | ------- | ------------- | ------ | ------ | --------------- | ---------- | ---------------------------------------------------- |
| 1486  | Erzgrube Gmeinwärch | Erz     | Schweiz       | Luzern | Kriens | Stolleneinsturz | 60         |                                                      |

### 16. Jahrhundert
| Datum         | Bergwerk         | Produkt | heutiges Land | Revier     | Ort                       | Ursache                     | Todesopfer | Verletzte, Überlebende, weitere Schäden, Bemerkungen |
| ------------- | ---------------- | ------- | ------------- | ---------- | ------------------------- | --------------------------- | ---------- | ---------------------------------------------------- |
| 1565          | Der Goldene Esel | Erz     | Deutschland   | Schlesien  | Złoty Stok (Reichenstein) | Einbruch des Schachtes      | 59–95      |                                                      |
| 1573          | Wilder Mann      | Erz     | Deutschland   | Erzgebirge | Brand-Erbisdorf           | Wassereinbruch in die Grube | 8          |                                                      |
| 19. Sep. 1576 | Stephan          | Erz     | Deutschland   | Erzgebirge | Brand-Erbisdorf           | Einsturz des Schachtes      | 3          | 1 Verletzter wurde nach fünf Tagen gerettet          |

### 17. Jahrhundert
| Datum         | Bergwerk             | Produkt | heutiges Land | Revier     | Ort                  | Ursache                                       | Todesopfer                          | Verletzte, Überlebende, weitere Schäden, Bemerkungen |
| ------------- | -------------------- | ------- | ------------- | ---------- | -------------------- | --------------------------------------------- | ----------------------------------- | --- |
| 24. Jan. 1620 | Zwitterstock         | Zinnerz | Deutschland   | Erzgebirge | Altenberg            | Einsturz (Altenberger Pinge)                  | unbekannt                           | Später Abbau aus den Bruchmassen |
| 16. Sep. 1679 | Rammelsberg          | Erz     | Deutschland   | Harz       | Goslar               | bei Arbeiten im Kanekuhler Schacht abgestürzt | 1 (Steiger Hans Albrecht Friedrich) | Friedrich fuhr gemeinsam mit seinem Schwager, dem Bergvogt Valentin Haufmann, an, um die Zimmerung im Schacht auszubessern. Dieser gab an, Friedrich sei beim Holzhängen von einem Holz getroffen worden, welches aus dem Korb herausgefallen sei und dadurch zu Tode gestürzt. Da zwischen den beiden ein gespanntes Verhältnis herrschte, kam der Verdacht auf, Haufmann hätte Friedrich in den Schacht gestoßen. Das Bergamt führte daher zum Unfallhergang Ermittlungen durch, die aber ergebnislos blieben, weil Haufmann der einzige Zeuge war. |
| 1694          | St. Anna/Drei Brüder | Erz     | Deutschland   | Harz       | Clausthal-Zellerfeld | Verpuffung von Sumpfgas                       | 12                                  | |
| 1694          | Marghareta/Eleonora  | Erz     | Deutschland   | Harz       | Clausthal-Zellerfeld | Einbruch Grubenbau                            | unbekannt                           | wirkte sich ab 1697 sehr negativ auf die Ausbeute im Einseitigen Harz aus. |

### 18. Jahrhundert
| Datum         | Bergwerk                    | Produkt    | heutiges Land | Revier            | Ort                  | Ursache                                           | Todesopfer | Verletzte, Überlebende, weitere Schäden, Bemerkungen |
| ------------- | --------------------------- | ---------- | ------------- | ----------------- | -------------------- | ------------------------------------------------- | ---------- | --- |
| Sep. 1711     | Wildemann/Alter Teutscher   | Erz        | Deutschland   | Harz              | Wildemann            | Grubenbrand                                       | 5          | Schächte und Radstuben beider Gruben brennen bis in eine Teufe von 13 Lachter aus; das Feuer bleibt monatelang ungelöscht und es bestand die Gefahr, dass sich der Brand auf alle Gruben des Zuges ausdehnt |
| 1717          | König Josaphat              | Erz        | Deutschland   | Harz              | Clausthal-Zellerfeld | Bruch von Fahrten                                 | 1          | 5 Bergleute stürzen ab und werden schwer verletzt, einer stirbt |
| 13. Nov. 1723 |                             | Steinkohle | Deutschland   | Hallesches Revier | Löbejün              | Wassereinbruch                                    | 7          | |
| 11. Aug. 1749 | St. Wolfgang Fundgrube      | Erz        | Deutschland   | Erzgebirge        | Schneeberg           | Verschüttung durch hereinbrechende Gesteinsmassen | 4          | ein Bergmann konnte gerettet werden |
| 17. Dez. 1757 | Schacht Dorothea            | Steinkohle | Deutschland   | Hallesches Revier | Löbejün              | Wassereinbruch                                    | 5          | |
| 24. Dez. 1769 | Reicher Silbertrost Stollen | Erz        | Deutschland   | Erzgebirge        | Ehrenfriedersdorf    | Ersticken in Rauchgasen nach Feuersetzen          | 6          | |

### 19. Jahrhundert

#### 1801 bis 1810
| Datum         | Bergwerk     | Produkt | Land        | Revier     | Ort                  | Ursache                                                                     | Todesopfer | Verletzte, Überlebende, weitere Schäden, Bemerkungen |
| ------------- | ------------ | ------- | ----------- | ---------- | -------------------- | --------------------------------------------------------------------------- | ---------- | ---------------------------------------------------- |
| 11. Mai 1803  | Geyersberg   | Zinn    | Deutschland | Erzgebirge | Geyer                | Einsturz durch Raubbau (Geyersche Binge)                                    | 2          | Tiefbau wurde daraufhin eingestellt                  |
| 22. Feb. 1804 | Andreaskreuz | Erz     | Deutschland | Harz       | Sankt Andreasberg    | Freisetzung matter Wetter beim Anbohren eines stillgesetzten Grubengebäudes | 6          |                                                      |
| 19. Juni 1810 | Braune Lilie | Erz     | Deutschland | Harz       | Clausthal-Zellerfeld | Schachteinbruch durch Fäulnis der Zimmerung                                 | 6          |                                                      |

#### 1811 bis 1820
| Datum         | Bergwerk                           | Produkt    | Land        | Revier          | Ort        | Ursache | Todesopfer | Verletzte, Überlebende, weitere Schäden, Bemerkungen |
| ------------- | ---------------------------------- | ---------- | ----------- | --------------- | ---------- | --- | ---------- | ---------------------------------------------------- |
| 15. Juli 1813 | Grube Ath                          | Steinkohle | Deutschland | Aachener Revier | Bardenberg | Grubenbrand nach Gasexplosion | 10         | 12 Verletzte                                         |
| 27. Feb. 1817 | Herzog August und Johann Friedrich | Erz        | Deutschland | Harz            | Bockswiese | Verschüttung und Überschwemmung der Grube nach dem Absturz eines Verzimmerungsholzes infolge Förderseilbruch und Zerstörung der Wasserhaltung | 11         |                                                      |
| 1818          | Grube Ath                          | Steinkohle | Deutschland | Aachener Revier | Bardenberg | Wassereinbruch | 7          |                                                      |

#### 1821 bis 1830
| Datum        | Bergwerk               | Produkt    | Land        | Revier          | Ort        | Ursache                                                   | Todesopfer | Verletzte, Überlebende, weitere Schäden, Bemerkungen |
| ------------ | ---------------------- | ---------- | ----------- | --------------- | ---------- | --------------------------------------------------------- | ---------- | ---------------------------------------------------- |
| 8. Juni 1824 | Grube Abgunst-Kämpchen | Steinkohle | Deutschland | Aachener Revier | Kohlscheid | Wassereinbruch in die Grube nach Anhauen einer Wasserader | 11         |                                                      |

#### 1831 bis 1840
| Datum         | Bergwerk                                     | Produkt    | Land        | Revier          | Ort                     | Ursache | Todesopfer | Verletzte, Überlebende, weitere Schäden, Bemerkungen |
| ------------- | -------------------------------------------- | ---------- | ----------- | --------------- | ----------------------- | --- | ---------- | ---------------------------------------------------- |
| 25. Jan. 1834 | Grube Gouley                                 | Steinkohle | Deutschland | Aachener Revier | Würselen                | Wassereinbruch durch Anhauen des Alten Manns                                                                                          | 63         | 11 Überlebende                                       |
| 30. Mai 1837  | Grube „Gesellschafter Zug am Schimmelsberge“ | Erz        | Deutschland | Erzgebirge      | Schneeberg (Erzgebirge) | Wassereinbruch in den „Gesellschafter Kunstschacht“ in einer flachen Teufe von 77 Lr. (154 m) unter der Sohle des Marx-Semler-Stollns | 3          |                                                      |
| 18. März 1839 | Black Heath                                  | Steinkohle | USA         | Virginia        | nahe Richmond           | Schlagwetterexplosion | 53         | 1                                                    |

#### 1841 bis 1850
| Datum         | Bergwerk                                             | Produkt    | Land        | Revier                         | Ort                  | Ursache                                                                                     | Todesopfer | Verletzte, Überlebende, weitere Schäden, Bemerkungen |
| ------------- | ---------------------------------------------------- | ---------- | ----------- | ------------------------------ | -------------------- | ------------------------------------------------------------------------------------------- | ---------- | ---------------------------------------------------- |
| 20. Jan. 1841 | Neue Silber-Hoffnung Fundgrube                       | Eisenerz   | Deutschland | Schwarzenberger Bergamtsrevier | Pöhla                | Nachbruch bei Aufwältigung des am 18. Januar zu Bruch gegangenen Kunst- und Treibeschachtes | 2          | 7 Verletzte                                          |
| 23. Sep. 1841 | Grube Ath                                            | Steinkohle | Deutschland | Aachener Revier                | Bardenberg           | Wassereinbruch                                                                              | 11         |                                                      |
| 23. Sep. 1841 | Grube Hankepank                                      | Steinkohle | Deutschland | Aachener Revier                | Kohlscheid           | Schlagwetterexplosion                                                                       | 9          |                                                      |
| 1846          | Idria                                                | Erz        | Slowenien   |                                | Idrija (Idria)       | Grubenbrand                                                                                 | 13–17      |                                                      |
| 5. März 1847  | Oaks Colliery                                        | Steinkohle | England     | Region Yorkshire               |                      | Schlagwetterexplosion                                                                       | 73         |                                                      |
| 21. Okt. 1848 | Regenbogen                                           | Erz        | Deutschland | Harz                           | Clausthal-Zellerfeld | Grubenbrand                                                                                 | 13–15      |                                                      |
| 26. Jan. 1850 | Grube Kircheich                                      | Steinkohle | Deutschland | Aachener Revier                | Kohlscheid           | Einbruch von Gebirgsmassen                                                                  | 8          |                                                      |
| 2. Sep. 1850  | Grube des Potschappler Aktienvereins Windbergschacht | Steinkohle | Deutschland | Freitaler Revier               | Freital              | Schlagwetterexplosion                                                                       | 8          | 1 Verletzter                                         |

#### 1851 bis 1860
| Datum         | Bergwerk                                      | Produkt    | Land                     | Revier                        | Ort             | Ursache               | Todesopfer | Verletzte, Überlebende, weitere Schäden, Bemerkungen                     |
| ------------- | --------------------------------------------- | ---------- | ------------------------ | ----------------------------- | --------------- | --------------------- | ---------- | ------------------------------------------------------------------------ |
| 2. Aug. 1851  | Grube Neulaurweg                              | Steinkohle | Deutschland              | Aachener Revier               | Kohlscheid      | Schlagwetterexplosion | 8          |                                                                          |
| 5. Juni 1853  | Karolinenschacht                              | Steinkohle | Mähren                   | Mährisches Revier             | Ostrava         | Schlagwetterexplosion | 10         |                                                                          |
| 19. Aug. 1853 | Grube Laura                                   | Steinkohle | Deutschland              | Westfalen                     | Minden          | Schlagwetterexplosion | 11         | 3 Verletzte; das Unglück wurde durch eine defekte Grubenlampe ausgelöst  |
| 1854          | Karolinenschacht                              | Steinkohle | Mähren                   | Mährisches Revier             | Ostrava         | Schlagwetterexplosion | 14         |                                                                          |
| 16. Jan. 1856 | Grube Gabriele                                | Steinkohle | Österr. Schlesien        | Mährische-Schlesisches Revier | Karviná         | Schlagwetterexplosion | 17         | 11 Verletzte                                                             |
| 30. Mai 1856  | Grube Harte                                   | Steinkohle | Deutschland              | Niederschlesisches Revier     |                 | Grubenbrand           | 6          | Brand der Schachtzimmerung, 5 der Opfer erstickten bei Rettungsversuchen |
| 23. Feb. 1857 | Grube Johann und Franz Mayr                   | Steinkohle | Österreich               | Steiermark                    | Leoben          | Grubenbrand           | 8          | 10 Verletzte                                                             |
| 17. Jan. 1859 | Grube Salm                                    | Steinkohle | Österreichisch-Schlesien | Mährisches Revier             | Ostrava         | Schlagwetterexplosion | 15–16      |                                                                          |
| 21. Juli 1859 | Grube Sunderbank und Verborgenglück           | Steinkohle | Deutschland              | Ruhrrevier                    | Sprockhövel     | Grubenbrand           | 10         |                                                                          |
| 12. Okt. 1859 | Grube Gouley                                  | Steinkohle | Deutschland              | Aachener Revier               | Würselen        | Verschüttung          | 5          | Treibsandeinbruch während der Gewinnung                                  |
| 13. Dez. 1859 | Grube Dudweiler                               | Steinkohle | Deutschland              | Saarrevier                    | Dudweiler       | Grubenbrand           | 5          | Die Opfer erstickten durch einen Grubenbrand auf dem Flöz Nr. 13.        |
| 12. Jan. 1860 | Grube de Wendel                               | Steinkohle | Frankreich               | Lothringen                    | Petite-Rosselle | Schlagwetterexplosion | 17–22      | Auslöser des Unglücks war eine zusammengebrochene Schachtbühne.          |
| 7. Juni 1860  | Grube Franziska-Schacht (Kleinsches Bergwerk) | Steinkohle | Mähren                   | Rossitz-Oslawaner Revier      | Padochov        | Schlagwetterexplosion | 52         | Auslöser des Unglücks war eine defekte Grubenlampe.                      |
| 2. Okt. 1860  | Grube Dudweiler                               | Steinkohle | Deutschland              | Saarrevier                    | Dudweiler       | Schlagwetterexplosion | 10         | 17 Verletzte                                                             |

#### 1861 bis 1870
| Datum         | Bergwerk                                                       | Produkt    | Land        | Revier                      | Ort              | Ursache | Todesopfer | Verletzte, Überlebende, weitere Schäden, Bemerkungen                                                         |
| ------------- | -------------------------------------------------------------- | ---------- | ----------- | --------------------------- | ---------------- | --- | ---------- | --- |
| 9. März 1861  | Grube Hankepank                                                | Steinkohle | Deutschland | Aachener Revier             | Kohlscheid       | Einbruch von Gebirgsmassen | 18         | |
| 19. Apr. 1861 | Grube Maria                                                    | Steinkohle | Deutschland | Aachener Revier             | Mariadorf        | Schlagwetterexplosion | 11         | 1 Verletzter                                                                                                 |
| 7. Aug. 1861  | Grube Laura und Bölhorst                                       | Steinkohle | Deutschland | Westfalen                   | Minden           | Schlagwetterexplosion | 8–9        | 4 Verletzte                                                                                                  |
| 16. Jan. 1862 | Hartley Colliery                                               | Steinkohle | England     | Region Northumberland       |                  | Zusammenbruch der dampfbetriebenen Wasserhebemaschine in den Vormittagsstunden, Trümmer der Maschine stürzten in den Schacht und konnten wegen ihres Gewichtes nicht geborgen werden. | 204        | |
| 24. Jan. 1862 | Traugottstollen                                                | Steinkohle | Österreich  | Steiermark                  | Seegraben        | Grubenbrand | 25–26      | |
| 11. Feb. 1864 | Scharley- und Wilhelminengrube                                 | Erz        | Deutschland | Schlesien                   | Beuthen-Scharley | Einbruch von Schlammmassen | 14         | |
| 20. Okt. 1864 | Grube Reden                                                    | Steinkohle | Deutschland | Saarrevier                  | Schiffweiler     | Schlagwetterexplosion | 34         | 7–10 Verletzte                                                                                               |
| 7. Sep. 1866  | Zeche Prosper                                                  | Steinkohle | Deutschland | Ruhrrevier                  | Bottrop          | Absturz des Förderkorbes | 14         | |
| 12. Dez. 1866 | Oaks Colliery                                                  | Steinkohle | England     | Yorkshire                   |                  | zwei aufeinanderfolgende Schlagwetterexplosionen | 388        | |
| 1. Juli 1867  | Neue Fundgrube                                                 | Steinkohle | Deutschland | Lugau-Oelsnitzer Revier     | Lugau            | Schachtbruch | 101        | |
| 29. Juli 1867 | Hlubinschacht                                                  | Steinkohle | Mähren      | Mährisches Revier           | Ostrava          | Schlagwetterexplosion | 53–65      | |
| 8. Nov. 1867  | Ferndale Colliery                                              | Steinkohle | Wales       |                             |                  | zwei Explosionen | 178        | |
| 24. Nov. 1867 | Grube „Kronprinz Friedrich-Wilhelm“                            | Steinkohle | Deutschland | Saarrevier                  | Griesborn        | Grubenbrand | 13         | |
| 15. Jan. 1868 | Zeche Neu-Iserlohn, Schacht I                                  | Steinkohle | Deutschland | Ruhrgebiet                  | Bochum           | Schlagwetterexplosion | 82         | |
| 14. März 1868 | Zwickauer Brückenberg-Steinkohlenbau-Verein, Einigkeitsschacht | Steinkohle | Deutschland | Zwickauer Steinkohlenrevier | Zwickau          | Schlagwetterexplosion | 20         | |
| 7. Apr. 1869  | Kentucky Yellow Jacket Crown Point Mine                        | Gold       | USA         | Nevada                      | Gold Hill        | Grubenbrand | 37         | |
| 10. Juni 1869 | Ferndale Colliery                                              | Steinkohle | Wales       |                             |                  | Explosion | 53         | |
| 2. Aug. 1869  | Freiherrlich von Burgker Steinkohlen- und Eisenhüttenwerke     | Steinkohle | Deutschland | Freitaler Revier            | Freital          | Schlagwetterexplosion | 276        | Neuhoffnungsschacht und Segen-Gottes-Schacht, Schlagwetterexplosion im Segen-Gottes- und Neuhoffnungsschacht |
| 1870          | Rosengarten                                                    | Eisenerz   | Deutschland | Siegerländer Erzrevier      | Niederschelden   | Explosion nach Abstellen von Sprengstoff auf einem heißen Ofen | 6          | |
| 11. Dez. 1870 | Zeche Neu-Iserlohn, Schacht I                                  | Steinkohle | Deutschland | Ruhrgebiet                  | Bochum           | Schlagwetterexplosion | 35         | |

#### 1871 bis 1880
| Datum         | Bergwerk                                                          | Produkt             | Land        | Revier                             | Ort                     | Ursache                                          | Todesopfer | Verletzte, Überlebende, weitere Schäden, Bemerkungen                                           |
| ------------- | ----------------------------------------------------------------- | ------------------- | ----------- | ---------------------------------- | ----------------------- | ------------------------------------------------ | ---------- | ---------------------------------------------------------------------------------------------- |
| 14. Aug. 1871 | Eagle Shaft                                                       | Steinkohle          | USA         | Pennsylvania                       | Pittston                | Schlagwetterexplosion                            | 17         |                                                                                                |
| 17. Juni 1872 | Zeche Vereinigte Wittwe & Barop                                   | Steinkohle          | Deutschland | Ruhrgebiet                         | Dortmund                | Schlagwetterexplosion                            | 6          | 3 Verletzte                                                                                    |
| 6. März 1872  | Grube Bindweide                                                   | Eisenerz            | Deutschland | Siegerländer Erzrevier             | Steinebach/Sieg         | Wassereinbruch                                   | 14         |                                                                                                |
| Sep. 1872     | Schaller’sche Steinkohlengrube                                    | Steinkohle          | Deutschland | Stockheimer Becken                 | Stockheim (Oberfranken) | Grubenbrand                                      | 14         | in den Brandwettern erstickt                                                                   |
| 8. Nov. 1874  | Zwickauer Brückenberg-Steinkohlenbau-Verein, Schacht IV           | Steinkohle          | Deutschland | Zwickauer Steinkohlenrevier        | Zwickau                 | Zusammenbruch des Schachtes                      | 7          |                                                                                                |
| 7. Juli 1876  | Concordia                                                         | Steinkohle          | Deutschland | Lugau-Oelsnitzer Steinkohlenrevier | Oelsnitz                | Schlagwetterexplosion                            | 8          |                                                                                                |
| 10. Dez. 1876 | Potschappler Steinkohlenaktien-Verein, Windbergschacht            | Steinkohle          | Deutschland | Freitaler Revier                   | Freital                 | Schlagwetterexplosion                            | 25         |                                                                                                |
| 22. Aug. 1877 | Zeche Vereinigte Borussia                                         | Steinkohle          | Deutschland | Ruhrgebiet                         | Dortmund                | Grubenbrand                                      | 15         |                                                                                                |
| 22. Okt. 1877 | Blantyre                                                          | Steinkohle          | Schottland  |                                    | Blantyre                | Explosion                                        | 215        |                                                                                                |
| 1878          | Grube Thurm-Rosenhof                                              | Erz                 | Deutschland | Harz                               | Clausthal               | Bruch der Fahrkunst                              | 11         | Bruch des 576 m langen Fahrkunst-Gestänges                                                     |
| 10. Feb. 1879 | Grube Döllinger                                                   | Braunkohle          | Böhmen      | Nordböhmisches Becken              | Dux                     | Wassereinbruch                                   | 23         | Einbruch der Thermalquellen von Teplitz und Loosch                                             |
| 21. Feb. 1879 | Kaitangata                                                        | Steinkohle          | Neuseeland  | Otago                              | Kaitangata              | Schlagwetterexplosion                            | 34         |                                                                                                |
| 26. Okt. 1879 | Frameries                                                         | Steinkohle          | Belgien     | Frameries                          | Borinage (Belgien)      | Explosion durch Gasaustritt                      | 121        | Der Maler Vincent van Gogh war hier als Laienprediger angestellt und wurde Zeuge des Unglücks. |
| 1. Dez. 1879  | Zwickauer Brückenberg-Steinkohlenbau-Verein, Ernst-Julius-Schacht | Steinkohle          | Deutschland | Zwickauer Steinkohlenrevier        | Zwickau                 | Schlagwetterexplosion                            | 89         |                                                                                                |
| 15. Dez. 1879 | Steinsalzbergwerk Wilhelmsglück                                   | Kali- und Steinsalz | Deutschland | Württemberg                        | Westheim                | Sprengstoffexplosion                             | 21–26      | 3                                                                                              |
| 29. Feb. 1880 | Grube Himmelfahrt, Abrahamschacht                                 | Erz                 | Deutschland | Erzgebirge                         | Freiberg                | Gestängebruch an der Fahrkunst im Abrahamschacht | 11         |                                                                                                |
| 17. Dez. 1880 | Zeche Westphalia                                                  | Steinkohle          | Deutschland | Ruhrgebiet                         | Dortmund                | Schlagwetterexplosion                            | 3          |                                                                                                |

#### 1881 bis 1890
| Datum         | Bergwerk                             | Produkt      | Land           | Revier                      | Ort             | Ursache                                                                                    | Todesopfer | Verletzte, Überlebende, weitere Schäden, Bemerkungen |  |
| ------------- | ------------------------------------ | ------------ | -------------- | --------------------------- | --------------- | ------------------------------------------------------------------------------------------ | ---------- | --- |  |
| 4. März 1881  | Grube Almy                           | Steinkohle   | USA            | Wyoming                     | Almy            | Explosion                                                                                  | 38         | |  |
| 16. Feb. 1882 | Trimdon Grange colliery              | Steinkohle   | Großbritannien | County Durham               | Trimdon Grange  | Schlagwetterexplosion                                                                      | 69         | Kurz nach dem Unglück schrieb der Volkssänger und Bergarbeiter Tommy Armstrong die Ballade „Trimdon Grange Explosion“. Das Stück wurde über die Region hinaus bekannt und später auch wiederholt aufgenommen. |  |
| 16. Sep. 1882 | Zeche Kaiserstuhl                    | Steinkohle   | Deutschland    | Ruhrgebiet                  | Dortmund        | Schlagwetterexplosion                                                                      | 5          | |  |
| 21. Jan. 1884 | Zeche General Blumenthal             | Steinkohle   | Deutschland    | Ruhrgebiet                  | Recklinghausen  | Schlagwetterexplosion beim Abteufen von Schacht 1                                          | 19         | |  |
| 24. Jan. 1884 | Crested Butte                        | Steinkohle   | USA            | Colorado                    | Crested Butte   | Schlagwetterexplosion                                                                      | 59         | 12 Überlebende |  |
| 20. Feb. 1884 | West Leisenring                      | Steinkohle   | USA            | Pennsylvania                | West Leisenring | Schlagwetterexplosion                                                                      | 19         | |  |
| 13. März 1884 | Laurel                               | Steinkohle   | USA            | Virginia                    | Pocahontas      | Schlagwetterexplosion                                                                      | 112        | |  |
| 27. Okt. 1884 | Youngstown                           | Steinkohle   | USA            | Pennsylvania                | Uniontown       | Schlagwetterexplosion                                                                      | 14         | |  |
| 17. März 1885 | Grube Camphausen                     | Steinkohle   | Deutschland    | Saarrevier                  | Quierschied     | Schlagwetterexplosion mit anschließender Kohlenstaubexplosion                              | 180        | 30 Verletzte |  |
| 13. Nov. 1885 | Bull-Domingo Mine                    | Silber, Gold | USA            | Colorado                    | Silver Cliffs   | Sprengstoffexplosion                                                                       | 10         | |  |
| 12. Jan. 1886 | Almy No.4                            | Steinkohle   | USA            | Wyoming                     | Almy            | Explosion                                                                                  | 13         | |  |
| 21. Jan. 1886 | Mountain Brook                       | Steinkohle   | USA            | West Virginia               | Newburg         | Schlagwetterexplosion                                                                      | 39         | |  |
| 26. Nov. 1886 | Conyngham                            | Steinkohle   | USA            | Pennsylvania                | Wilkes-Barre    | Explosion                                                                                  | 12         | 35 Überlebende |  |
| 3. Mai 1887   | Bergwerk Nr. 1                       |              | Kanada         |                             | Nanaimo         | Explosion durch unsachgemäße Lagerung von Explosivstoffen, siehe Grubenunglück von Nanaimo | 150        | |  |
| 28. Mai 1887  | Udston Colliery                      | Steinkohle   | Schottland     |                             | Hamilton        | Explosion                                                                                  | 73         | |  |
| 24. Juni 1887 | Gould & Curry                        | Silber, Gold | USA            | Nevada                      | Virginia City   | Grubenbrand                                                                                | 11         | |  |
| 29. März 1888 | Keith und Perry No.6                 | Steinkohle   | USA            | Montana                     | Rich Hill       | Schlagwetterexplosion                                                                      | 24         | |  |
| 3. Nov. 1888  | Kettle Creek                         | Steinkohle   | USA            | Pennsylvania                | Clinton County  | Schlagwetterexplosion                                                                      | 17         | |  |
| 5. Sep. 1889  | Mauricewood Colliery                 | Steinkohle   | Schottland     |                             | Penicuik        | Explosion unbekannter Ursache                                                              | 63         | |  |
| 18. Dez. 1889 | Gewerkschaft Morgenstern, Schacht II | Steinkohle   | Deutschland    | Zwickauer Steinkohlenrevier | Reinsdorf       | Kohlenstaubexplosion                                                                       | 7          | |  |
| 15. Mai 1890  | Grube Jersey No. 8                   | Steinkohle   | USA            | Pennsylvania                | Ashley          | ?                                                                                          | 26         | |  |

#### 1890 bis 1900
| Datum         | Bergwerk                       | Produkt    | Land        | Revier                      | Ort                         | Ursache                                          | Todesopfer | Verletzte, Überlebende, weitere Schäden, Bemerkungen              |
| ------------- | ------------------------------ | ---------- | ----------- | --------------------------- | --------------------------- | ------------------------------------------------ | ---------- | ----------------------------------------------------------------- |
| 27. Jan. 1891 | Grube Mammouth No. 1           | Steinkohle | USA         | Pennsylvania                | Mount Pleasant              | Schlagwetterexplosion                            | 109        |                                                                   |
| 21. Feb. 1891 | Collieries No. 1 und 2         | Steinkohle | Kanada      | Nova Scotia                 | Springhill                  | Kohlenstaubexplosion                             | 125        |                                                                   |
| 7. Jan. 1892  | Grube No. 11                   | Steinkohle | USA         | Oklahoma                    | Krebs                       | Explosion                                        | 100        |                                                                   |
| 11. März 1892 | Schacht Aulniats               |            | Belgien     |                             | Anderlues                   | Explosion                                        | 160        |                                                                   |
| 14. März 1892 | Zeche Schlägel & Eisen         | Steinkohle | Deutschland | Ruhrgebiet                  | Herten                      | Schlagwetterexplosion                            | 3          |                                                                   |
| 31. Mai 1892  | Grube Maria-Schacht            | Erz        | Böhmen      |                             | Birkenberg                  | Grubenbrand auf der 29. Sohle in 950 Meter Tiefe | 319        | Der Grubenbrand wurde durch einen glimmenden Dochtrest ausgelöst. |
| 1893          | Grube Velenje                  | Braunkohle | Slowenien   |                             | Velenje                     | Schlagwetterexplosion                            | 18         |                                                                   |
| 1. Feb. 1893  | Zeche General Blumenthal       | Steinkohle | Deutschland | Ruhrgebiet                  | Recklinghausen              | Schlagwetterexplosion                            | 20         |                                                                   |
| 16. März 1893 | Grube Volkmar                  | Eisenerz   | Deutschland | Harz                        | Blankenburg/Heimburg (Harz) | Sprengstoffexplosion                             | 8          | Explosion einer Dynamitladung in einem Aufenthaltsraum            |
| 19. Aug. 1893 | Zeche Kaiserstuhl              | Steinkohle | Deutschland | Ruhrgebiet                  | Dortmund                    | Schlagwetterexplosion                            | 62         |                                                                   |
| 1. Sep. 1893  | Zeche Piesberg                 | Steinkohle | Deutschland | Ibbenbüren                  | Osnabrück                   | Wassereinbruch                                   | 9          |                                                                   |
| 28. Sep. 1893 | Mansfield Mine                 | Eisen      | USA         | Michigan                    | Crystal Falls               | Wassereinbruch beim Untergraben eines Flusses    | 28         |                                                                   |
| 12. Juli 1895 | Braunkohlenwerk „Hilfe Gottes“ | Braunkohle | Deutschland | Oberlausitzer Bergbaurevier | Gießmannsdorf               | Bruch des Füllortes in Folge Sandeinbruchs       | 3          |                                                                   |
| 21. Juli 1895 | McEvoy Mine                    | Gold       | Australien  | Victoria                    | Eldorado                    | Wasser- und Sandeinbruch                         | 6          |                                                                   |
| 12. Aug. 1895 | Steinkohlenwerk „C. G. Falck“  | Steinkohle | Deutschland | Zwickauer Steinkohlenrevier | Bockwa                      | Schlagwetterexplosion                            | 3          |                                                                   |
| 7. Sep. 1895  | Osceolo Mine                   | Kupfer     | USA         | Michigan                    | Calumet                     | Grubenbrand                                      | 30         |                                                                   |
| 26. März 1896 | Bergwerk Brunner               | Steinkohle | Neuseeland  | West Coast                  | Brunner (Neuseeland)        | Schlagwetterexplosion                            | 65         |                                                                   |
| 19. Nov. 1896 | Zeche General Blumenthal       | Steinkohle | Deutschland | Ruhrgebiet                  | Recklinghausen              | Schlagwetterexplosion                            | 26         |                                                                   |
| 1. Dez. 1897  | Grube Frankenholz              | Steinkohle | Deutschland | Saarrevier                  | Bexbach                     | Schlagwetterexplosion                            | 57         |                                                                   |
| 22. Dez. 1897 | Zeche Kaiserstuhl              | Steinkohle | Deutschland | Ruhrgebiet                  | Dortmund                    | Schlagwetterexplosion                            | 20         |                                                                   |
| 17. Feb. 1898 | Zeche Carolinenglück           | Steinkohle | Deutschland | Ruhrgebiet                  | Bochum                      | Schlagwetter- und Kohlenstaubexplosion           | 116        |                                                                   |
| 22. Mai 1898  | Zeche Zollern I/III            | Steinkohle | Deutschland | Ruhrgebiet                  | Dortmund                    | Grubenbrand                                      | 46         | 12 Verletzte                                                      |
| 28. Sep. 1898 | Zeche General Blumenthal       | Steinkohle | Deutschland | Ruhrgebiet                  | Recklinghausen              | Seilabriss in der Seilfahrt                      | 17         |                                                                   |
| 5. Aug. 1900  | Tagebau Ilse                   | Braunkohle | Deutschland | Lausitzer Revier            | Rauno                       | Kohlebrand                                       | 4          | Selbstentzündung des Oberflözes                                   |
| 21. Sep. 1900 | Zeche Frisch-Glück             | Braunkohle | Böhmen      | Nordböhmisches Becken       | Dux                         | Grubenbrand nach Explosion von Kohlenmonoxidgas  | 50         |                                                                   |

### 20. Jahrhundert

#### 1901 bis 1910
| Datum         | Bergwerk                                     | Produkt      | Land        | Revier                  | Ort                       | Ursache                                                                               | Todesopfer | Verletzte, Überlebende, weitere Schäden, Bemerkungen                                                                              |
| ------------- | -------------------------------------------- | ------------ | ----------- | ----------------------- | ------------------------- | ------------------------------------------------------------------------------------- | ---------- | --- |
| 11. Sep. 1901 | Grimberg 1/2                                 | Steinkohle   | Deutschland | Ruhrgebiet              | Bergkamen                 | Schlagwetterexplosion                                                                 | 8          | |
| 11. Nov. 1901 | Kali- und Steinsalzbergwerk Ludwig II        | Salz         | Deutschland | Sachsen-Anhalt          | Staßfurt                  | hereinbrechende Gesteinsmassen infolge eines Gebirgsschlages                          | 17         | bis zu 70 |
| 20. Nov. 1901 | Silber- und Goldbergwerk Smuggler-Union Mine | Gold, Silber | USA         | Colorado                | Pandora                   | Grubenbrand                                                                           | 31         | |
| 14. Jan. 1902 | Jupiterstollen im Braunkohlebergwerk Brüx    | Braunkohle   | Böhmen      | Nordböhmisches Becken   | Brüx                      | Wassereinbruch                                                                        | 44         | |
| 15. Juli 1902 | Erzbergwerk Park Mine                        | Erz          | USA         | Utah                    | Park City                 | Sprengstoffexplosion                                                                  | 34         | |
| 13. Dez. 1902 | Zeche Minister Achenbach                     | Steinkohle   | Deutschland | Ruhrgebiet              | Lünen                     | Schlagwetterexplosion                                                                 | keine      | 5 |
| 1903          | Königin-Luise-Grube                          | Steinkohle   | Deutschland | Oberschlesisches Revier | Zabrze                    | Kohlenstaubexplosion                                                                  | keine      | |
| 23. Aug. 1904 | Kali- und Steinsalzbergwerk Frisch-Glück     | Salz         | Deutschland | Niedersachsen           | Eime                      | Schlagwetterexplosion, ausgelöst durch den glühenden Drahtkorb einer Sicherheitslampe | 12         | 8 |
| 28. Sep. 1904 | Zeche General Blumenthal                     | Steinkohle   | Deutschland | Ruhrgebiet              | Recklinghausen            | Absturz der Bühne beim Abteufen des Wetterschachtes 5                                 | 8          | |
| 10. Juli 1905 | Zeche Vereinigte Borussia                    | Steinkohle   | Deutschland | Ruhrgebiet              | Dortmund                  | Grubenbrand                                                                           | 39         | |
| 10. März 1906 | Bergwerk von Courrières                      | Steinkohle   | Frankreich  | Nord - Pas-de-Calais    | Courrières                | Explosion                                                                             | 1099       | Grubenunglück von Courrières |
| 7. Apr. 1906  | Zeche Minister Achenbach                     | Steinkohle   | Deutschland | Ruhrgebiet              | Lünen                     | Schlagwetterexplosion                                                                 | 2          | |
| 13. Okt. 1906 | Zeche Vereinigte Borussia                    | Steinkohle   | Deutschland | Ruhrgebiet              | Dortmund                  | Steinfall                                                                             | 3          | |
| 28. Jan. 1907 | Grube Reden                                  | Steinkohle   | Deutschland | Saarrevier              | Schiffweiler              | Schlagwetterexplosion mit anschließender Kohlenstaubexplosion                         | 150        | |
| 15. März 1907 | Grube Vuillemin                              | Steinkohle   | Frankreich  | Lothringen              | Petite-Rosselle           | Schlagwetterexplosion                                                                 | 83         | |
| 30. Nov. 1907 | Goldbergwerk Fremont Consolidated Mine       | Gold         | USA         | Kalifornien             | Drytown                   | Grubenbrand                                                                           | 11         | |
| 6. Dez. 1907  | Fairmont Coal Company                        |              | USA         | West Virginia           | Monongah                  | Kohlenstaubexplosion                                                                  | 362        | |
| 12. Nov. 1908 | Zeche Radbod Schacht 1/2                     | Steinkohle   | Deutschland | Ruhrgebiet              | Bockum-Hövel              | Schlagwetterexplosion und Grubenbrände                                                | 348        | Vollständige Flutung der Schachtanlage mit Lippewasser, um die Brände einzugrenzen. Siehe Grubenunglück 1908 auf der Zeche Radbod |
| 16. Feb. 1909 | West Stanley Colliery                        | Steinkohle   | England     | County Durham           | Stanley                   | Schlagwetterexplosion                                                                 | 168        | |
| 13. Nov. 1909 | Cherry Mine                                  | Steinkohle   | USA         | Illinois                | Cherry, Bureau County     | Grubenbrand                                                                           | 259        | Grubenunglück von Cherry Hill |
| 2. März 1910  | Erzbergwerk Alaska-Mexican Mine              | Erz          | USA         | Alaska                  | Treadwell                 | Explosion des Sprengstoffmagazins                                                     | 37         | 9 |
| 18. Okt. 1910 | Kaliwerk Siegfried-Giesen                    | Kalisalz     | Deutschland | Niedersachsen           | Giesen                    | Sprengstoffexplosion                                                                  | 15–18      | 2 Verletzte |
| 21. Dez. 1910 | Lancashire Coalfield                         | Steinkohle   | England     | North West England      | Over Hulton, Westhoughton | Schlagwetterexplosion                                                                 | 344        | Pretoria Pit Disaster |

#### 1911 bis 1920
| Datum         | Bergwerk                                  | Produkt         | Land           | Revier                 | Ort                      | Ursache                                                      | Todesopfer | Verletzte, Überlebende, weitere Schäden, Bemerkungen                                                             |
| ------------- | ----------------------------------------- | --------------- | -------------- | ---------------------- | ------------------------ | ------------------------------------------------------------ | ---------- | --- |
| 23. Feb. 1911 | Erzbergwerk Belmont Mine                  | Erz             | USA            | Nevada                 | Tonopah                  | Grubenbrand                                                  | 17         | |
| 11. März 1911 | Eisenerzbergwerk Norman Mina              | Eisenerz        | USA            | Minnesota              | Virginia                 | Erdrutsch in der Tagebaugrube                                | 14         | |
| 19. Okt. 1911 | Eisenerzbergwerk Wharton Mine             | Eisenerz        | USA            | New Jersey             | Hibernia                 | Wassereinbruch                                               | 12         | |
| Nov. 1911     | Kali- und Steinsalzbergwerk Kleinbodungen | Salz            | Deutschland    | Thüringen              | Bleicherode              | Einbruch von Gesteinsmassen infolge Sprengung                | 11         | 5 Verletzte |
| 3. Juli 1912  | Zeche Osterfeld                           | Steinkohle      | Deutschland    | Ruhrgebiet             | Oberhausen               | Schlagwetterexplosion                                        | 16         | |
| 7. Juli 1912  | Kupferbergwerk Eureka Pit                 | Kupfererz       | USA            | Nevada                 | Ely                      | Explosion                                                    | 10         | |
| 8. Aug. 1912  | Zeche Lothringen 1/2                      | Steinkohle      | Deutschland    | Ruhrgebiet             | Amt Gerthe, heute Bochum | Schlagwetterexplosion                                        | 115        | Besuch des Unglückortes durch den Kaiser Wilhelm II., der zu dem Zeitpunkt gerade bei Krupp in Essen zu Gast war |
| 18. Dez. 1912 | Zeche Minister Achenbach                  | Steinkohle      | Deutschland    | Ruhrgebiet             | Lünen                    | Schlagwetterexplosion                                        | 49         | |
| 14. Okt. 1913 | Zeche Universal Colliery                  | Steinkohle      | Großbritannien | Wales                  | Senghenydd               | zwei Explosionen                                             | 439        | |
| 16. Dez. 1913 | Kohlegrube Vulcan                         | Steinkohle      | USA            | Colorado               | New Castle               | Explosion                                                    | 37         | |
| 1913          | Grube Carolus-Magnus                      | Steinkohle      | Deutschland    | Aachener Revier        | Übach-Palenberg          | Sandeinbruch bei Teufarbeiten                                | 13         | |
| 19. Jan. 1914 | Hillcrest-Kohlenmine                      | Steinkohle      | Kanada         | Provinz Alberta        | Hillcrest                | Schlagwetterexplosion                                        | 189        | |
| 29. Juli 1914 | Kali- und Steinsalzbergwerk Craja         | Salz            | Deutschland    | Thüringen              | Bleicherode              | Sprengstoffexplosion                                         | 11         | 1 Verletzter |
| 30. Jan. 1914 | Zeche Minister Achenbach                  | Steinkohle      | Deutschland    | Ruhrgebiet             | Lünen                    | Schlagwetterexplosion                                        | 24         | 10 |
| 12. Sep. 1914 | Ralphs Mine                               |                 | Neuseeland     | Waikato                | Huntly                   | Explosion mit anschließendem Grubenbrand                     | 43         | |
| 19. Okt. 1915 | Erzbergwerk Granite Mountain Shaft        | Erz             | USA            | Montana                | Butte                    | Sprengstoffexplosion                                         | 16         | |
| 14. Feb. 1916 | Kupferbergwerk Pennsylvania Mine          | Kupfererz       | USA            | Montana                | Butte                    | Grubenbrand                                                  | 21         | |
| 1917          | Grube Bautenberg                          | Eisenerz        | Deutschland    | Siegerländer Erzrevier | Wilden                   | Grubenbrand zw. 445 und 480 m Teufe                          | keine      | |
| 13. Feb. 1917 | Kalibergwerk Einigkeit                    | Salz            | Deutschland    | Niedersachsen          | Ehmen                    | Brand im Sprengstoffmagazin                                  | 31         | 38–40 Verletzte                                                                                                  |
| 20. Feb. 1917 | Zeche Kaiserstuhl                         | Steinkohle      | Deutschland    | Ruhrgebiet             | Dortmund                 | Schlagwetterexplosion                                        | 8          | |
| 25. Feb. 1917 | Erzbergwerk North Star Mine               | Erz             | USA            | Idaho                  | nahe Halley              | Lawine                                                       | 16         | |
| 28. Apr. 1917 | Zeche Carl Friedrich Erbstollen           | Steinkohle      | Deutschland    | Ruhrgebiet             | Bochum                   | Seilabriss in der Seilfahrt                                  | 41         | Der Förderkorb stürzte in 400 m Tiefe. Keiner der Insassen überlebte.                                            |
| 8. Juni 1917  | Erzbergwerk Granite Mountain Mine         | Erz             | USA            | Montana                | Butte                    | Grubenbrand                                                  | 163        | |
| 30. Juli 1917 | Zeche Vereinigte Präsident                | Steinkohle      | Deutschland    | Ruhrgebiet             | Bochum                   | Schlagwetterexplosion                                        | 24         | |
| 15. Okt. 1917 | Zeche Minister Achenbach                  | Steinkohle      | Deutschland    | Ruhrgebiet             | Lünen                    | Schlagwetterexplosion                                        | 17         | |
| 12. Feb. 1918 | Zeche Concordia IV/V                      | Steinkohle      | Deutschland    | Ruhrgebiet             | Oberhausen               | Schlagwetterexplosion                                        | 17         | |
| 21. Feb. 1918 | Erzbergwerk Amasa-Porter Mine             | Erz             | USA            | Michigan               | Crystal Falls            | Wasser- und Schlammeinbruch                                  | 17         | |
| 28. Feb. 1918 | Zeche Friedrich der Große 1/2             | Steinkohle      | Deutschland    | Ruhrgebiet             | Herne                    | Schlagwetterexplosion                                        | 26         | |
| 27. Juni 1918 | Silberbergwerk Silver Mine                | Silber          | USA            | Minnesota              | Virginia                 | Sprengstoffexplosion                                         | 18         | |
| 3. Jan. 1919  | Grube Sainte-Fontaine                     | Steinkohle      | Frankreich     | Lothringen             | Saint-Avold              | Schlagwetterexplosion gefolgt von einer Kohlenstaubexplosion | 36         | ausgelöst durch eine defekte Lampe                                                                               |
| 4. März 1919  | Kali- und Steinsalzbergwerk Reichsland    | Salz            | Frankreich     | Elsass                 | Wittenheim               | Sprengstoffexplosion                                         | 13         | |
| 25. März 1919 | Kali- und Steinsalzbergwerk Theodor       | Salz            | Frankreich     | Elsass                 | Wittenheim               | Schlagwetterexplosion                                        | 11         | 4 Verletzte |
| 27. Mai 1919  | Zeche Schlägel & Eisen                    | Steinkohle      | Deutschland    | Ruhrgebiet             | Herten                   | Steinschlag                                                  | 3          | |
| 20. Okt. 1919 | Levant Mine                               | Kupfer und Zinn | Großbritannien | Cornwall               | St Just in Penwith       | Bruch eines Bügels an der Fahrkunst                          | 31         | etwa 100 Verschüttete, Aufgabe der tiefen Sohlen                                                                 |
| 1920          | Zeche Bruchstraße                         | Steinkohle      | Deutschland    | Ruhrgebiet             | Bochum                   | Kohlenstaubexplosion                                         | 19         | |
| 3. Jan. 1920  | Grube 1                                   | Steinkohle      | Norwegen       | Spitzbergen            | Longyearbyen             | Kohlenstaubexplosion                                         | 26         | |
| 8. Aug. 1920  | Zeche Kaiserstuhl                         | Steinkohle      | Deutschland    | Ruhrgebiet             | Dortmund                 | Seilfahrtunglück                                             | 31         | |

#### 1921 bis 1930
| Datum         | Bergwerk                                          | Produkt    | Land             | Revier                              | Ort                | Ursache                                                                             | Todesopfer | Verletzte, Überlebende, weitere Schäden, Bemerkungen |
| ------------- | ------------------------------------------------- | ---------- | ---------------- | ----------------------------------- | ------------------ | ----------------------------------------------------------------------------------- | ---------- | --- |
| 1921          | Grube Kukla                                       | Steinkohle | Tschechoslowakei | südmährisches Revier                | Oslavany           | Schlagwetterexplosion                                                               | 26         | |
| 24. Jan. 1921 | Gewerkschaft Deutschland, Hedwig–/Friedensschacht | Steinkohle | Deutschland      | Lugau-Oelsnitzer Steinkohlenrevier  | Oelsnitz/Erzgeb.   | Schlagwetterexplosion                                                               | 57         | 38 Bergleute wurden sofort getötet, 19 starben nach dem Unglück an ihren schweren Verletzungen |
| 2. Feb. 1921  | Kali- und Steinsalzbergwerk Ilberstedt            | Salz       | Deutschland      | Sachsen-Anhalt                      | Ilberstedt         | Schlagwetterexplosion                                                               | 10–13      | 19 Verletzte |
| 28. Mai 1921  | Braunkohlebergwerk Agnes & Ida                    | Braunkohle | Deutschland      | Mitteldeutsches Braunkohlerevier    | Kriebitzsch        | Wassereinbruch nach Unwetter                                                        | 17         | |
| 15. Juni 1921 | Steinkohlenwerk Florentin Kästner & Co.           | Steinkohle | Deutschland      | Zwickauer Steinkohlenrevier         | Reinsdorf          | Absturz des Förderkorbes                                                            | 12         | Absturz des Förderkorbes mit 12 Mann bis auf eine Teufe von 557 Metern, sofortiger Tod von 10 Bergleuten, zwei weitere Bergleute erlagen später ihren Verletzungen.                                                                         |
| 20. Juni 1921 | Zeche Mont Cenis                                  | Steinkohle | Deutschland      | Ruhrgebiet                          | Herne              | Schlagwetterexplosion                                                               | 85         | |
| 1922          | Zeche Bruchstraße                                 | Steinkohle | Deutschland      | Ruhrgebiet                          | Bochum             | Kohlenstaubexplosion                                                                | 8          | |
| 27. Aug. 1922 | Erzbergwerk Argonaut Mine                         | Erz        | USA              | Kalifornien                         | Jackson            | Grubenbrand                                                                         | 47         | |
| 12. Sep. 1922 | Grube Concordia                                   | Eisenerz   | Deutschland      | Siegerländer Erzrevier              | Dermbach           | Absturz der Förderkörbe durch Bedienfehler                                          | 3          | |
| 31. Jan. 1923 | Heinitzgrube                                      | Steinkohle | Deutschland      | Oberschlesisches Industriegebiet    | Beuthen O.S.       | Kohlenstaubexplosion                                                                | 145        | |
| 20. Sep. 1923 | Kopalnia Reden                                    | Steinkohle | Polen            | Oberschlesien                       | Dombrowa           | Schlagwetterexplosion                                                               | mind. 50   | zunächst 40 Vermisste |
| 5. Feb. 1924  | Erzbergwerk Milford Mine                          | Erz        | USA              | Minnesota                           | Crosby             | Wassereinbruch eines über der Grube liegenden Sees                                  | 41         | |
| 8. März 1924  | Grubenunglück von Castle Gate                     |            | USA              | Utah                                | Castle Gate        |                                                                                     | 172        | |
| 26. Juni 1924 | Braunkohlebergwerk Hart                           | Braunkohle | Österreich       | Niederösterreich                    | Enzenreith         | Kohlenmonoxidvergiftung aufgrund eines nicht ausreichend abgedichteten Grubenbrands | 29         | Außerdem ein Toter beim ursprünglichen Grubenbrand wenige Tage zuvor |
| 11. Feb. 1925 | Zeche Minister Stein                              | Steinkohle | Deutschland      | Ruhrgebiet                          | Dortmund           | Schlagwetterexplosion                                                               | 136        | |
| 26. März 1925 | Grube Reumaux                                     | Steinkohle | Frankreich       | Lothringen                          | Merlebach          | Absturz des Förderkorbs                                                             | 53         | 26 Schwerverletzte, Ursache Defekt an der Fördermaschine |
| 16. Mai 1925  | Zeche Dorstfeld                                   | Steinkohle | Deutschland      | Ruhrgebiet                          | Dortmund           | Sprengstoff- und Kohlenstaubexplosion                                               | 47         | |
| 3. Nov. 1926  | Eisenerzbergwerk Barnes-Hecker Mine               | Eisenerz   | USA              | Michigan                            | Ishpeming          | Wasser- und Schlammeinbruch                                                         | 51         | |
| 21. März 1928 | Tagebau „Friedländer“                             | Braunkohle | Deutschland      | Lausitzer Braunkohlerevier          | Lauchhammer        | Einsturz der Abraumförderbrücke                                                     | 12         | Die im Aufbau befindliche Abraumförderbrücke stürzte während eines Sturms ein. 10 Monteure starben sofort, 2 weitere wenig später im Krankenhaus. 6 Monteure werden verletzt.                                                               |
| 13. Juli 1928 | Staatsmijn Hendrik                                | Steinkohle | Niederlande      | Limburg                             | Brunssum           | Schlagwetterexplosion                                                               | 13         | |
| 1928          | Grube Carolus-Magnus                              | Steinkohle | Deutschland      | Aachener Revier                     | Übach-Palenberg    | Wassereinbruch 1. Sohle                                                             | 13         | |
| 30. März 1929 | Bergwerk André Dumont                             | Steinkohle | Belgien          | Kempen                              | Waterschei         | Schlagwetterexplosion                                                               | 24         | [ 27 ] |
| 15. Sep. 1929 | Grube St. Charles                                 | Steinkohle | Frankreich       | Lothringen                          | Petite-Rosselle    | Brand von Benzin, gefolgt von einer Explosion                                       | 3          | |
| 16. Sep. 1929 | Grube Sainte-Fontaine                             | Steinkohle | Frankreich       | Lothringen                          | Petite-Rosselle    | Schlagwetterexplosion                                                               | 23         | 21 Verletzte, ausgelöst während der Reparatur eines am Vortag beschädigten Ventilators |
| 1929          | Grube Carolus-Magnus                              | Steinkohle | Deutschland      | Aachener Revier                     | Übach-Palenberg    | Förderwagen fiel in den Schacht, wodurch ein Seilrutsch ausgelöst wurde             | keine      | 10 Verletzte |
| 4. März 1930  | Heiligenroda II                                   | Kalisalz   | Deutschland      | Thüringen                           | Springen           | Sprengstoffexplosion                                                                | 1          | |
| 8. Mai 1930   | Kaliwerk Vienenburg                               | Kalisalz   | Deutschland      | Harz; Nordhannoverscher Kali-Bezirk | Vienenburg         | Laugeneinbruch                                                                      | keine      | Innerhalb weniger Stunden ersoff das Bergwerk bis 30 m unter die Rasenhängebank. Wie durch ein Wunder kam niemand zu Schaden. In den darauffolgenden Tagen ereigneten sich erhebliche Tagessenkungen, zahlreiche Gebäude wurden beschädigt. |
| 9. Juli 1930  | Wenceslaus-Grube                                  | Steinkohle | Deutschland      | Neuroder Revier                     | Mölke und Hausdorf | Kohlensäureausbruch im Kurtschacht                                                  | 151        | |
| 21. Okt. 1930 | Grube Anna                                        | Steinkohle | Deutschland      | Aachener Revier                     | Alsdorf            | Schlagwetterexplosion                                                               | 297        | 271 unmittelbar getötet; weitere 28 erlagen später ihren Verletzungen. 304 Verletzte. |
| 25. Okt. 1930 | Grube Maybach                                     | Steinkohle | Deutschland      | Saarrevier                          | Friedrichsthal     | Schlagwetterexplosion                                                               | 98         | |
| 24. Nov. 1930 | Braunkohlebergwerk Marianne                       | Braunkohle | Deutschland      | Mitteldeutsches Braunkohlerevier    | Kleinleipisch      | Einsturz einer Abraumförderbrücke durch Konstruktions- und Materialfehler           | 7          | 15 Verletzte |

#### 1931 bis 1940
| Datum         | Bergwerk                                  | Produkt                | Land             | Revier                           | Ort                   | Ursache                                                 | Todesopfer | Verletzte, Überlebende, weitere Schäden, Bemerkungen       |
| ------------- | ----------------------------------------- | ---------------------- | ---------------- | -------------------------------- | --------------------- | ------------------------------------------------------- | ---------- | ---------------------------------------------------------- |
| 21. Feb. 1931 | Grube Reserve                             | Steinkohle             | Deutschland      | Aachener Revier                  | Eschweiler            | Schlagwetterexplosion                                   | 32         |                                                            |
| 6. Aug. 1932  | Zeche Kaiserstuhl                         | Steinkohle             | Deutschland      | Ruhrgebiet                       | Dortmund              | Kohlenfall                                              | 3          |                                                            |
| 3. Feb. 1933  | Grube Glanzenberg                         | Blei- und Zinkerzgrube | Deutschland      | Siegerland                       | Silberg (Kirchhundem) | Grubenbrand                                             | 2          | 2 Verletzte                                                |
| 3. Juli 1933  | Zeche General Blumenthal                  | Steinkohle             | Deutschland      | Ruhrgebiet                       | Recklinghausen        | Kohlenstaubexplosion am übertägigen Leseband            | 12         |                                                            |
| 1933          | Grube Carolus-Magnus                      | Steinkohle             | Deutschland      | Aachener Revier                  | Übach-Palenberg       | Bruch auf der 2. Sohle                                  | keine      | 18 Verschüttete                                            |
| 3. Jan. 1934  | Braunkohlenbergwerk Zeche Nelson III      | Braunkohle             | Tschechoslowakei | Nordböhmisches Becken            | Osseg                 | Kohlenstaubexplosion                                    | 142        |                                                            |
| 7. Mai 1934   | Kalisalzbergwerk Buggingen                | Salz                   | Deutschland      | Baden-Württemberg                | Buggingen             | Grubenbrand                                             | 86         | Grubenunglück von Buggingen                                |
| 3. Aug. 1934  | Kali- und Steinsalzbergwerk Ensisheim     | Salz                   | Frankreich       | Elsass                           | Ensisheim             | Grubenbrand                                             | 9          |                                                            |
| 22. Sep. 1934 | Bergwerk Gresford                         | Steinkohle             | Wales            |                                  | Wrexham               | Explosion, darauffolgend Brand                          | 266        | Grubenunglück von Gresford                                 |
| 26. Apr. 1935 | Grube Löderburg                           | Braunkohle             | Deutschland      | Mitteldeutsches Braunkohlerevier | Löderburg             | Wassereinbruch                                          | 7          | Schwimmsandeinbruch in der Abteilung C der Grube Löderburg |
| 31. Aug. 1936 | Zeche Vereinigte Präsident                | Steinkohle             | Deutschland      | Ruhrgebiet                       | Bochum                | Schlagwetterexplosion                                   | 28         |                                                            |
| 6. Okt. 1936  | Erzbergwerk Morning Mine                  | Erz                    | USA              | Idaho                            | Mullan                | Absturz eines Fahrtkorbes                               | 10         |                                                            |
| 2. Juli 1937  | Zeche General Blumenthal                  | Steinkohle             | Deutschland      | Ruhrgebiet                       | Recklinghausen        | Schlagwetterexplosion                                   | 15         |                                                            |
| 27. Juli 1937 | Grube St. Joseph                          | Steinkohle             | Frankreich       | Lothringen                       | Petite-Rosselle       | Explosion einer Heizung                                 | 7          | 3 Verletzte                                                |
| 30. Okt. 1937 | Zeche Sachsen                             | Steinkohle             | Deutschland      | Ruhrgebiet                       | Heessen               | Bruch                                                   | 4          |                                                            |
| 1938          | Grube Bautenberg                          | Eisenerz               | Deutschland      | Siegerländer Erzrevier           | Wilden                | Wassereinbruch nach dem Anschlagen einer Wasserader     | keine      |                                                            |
| 16. Apr. 1938 | Braunkohlenbergwerk Concordia             | Braunkohle             | Deutschland      | Mitteldeutsches Braunkohlerevier | Nachterstedt          | Einbruch von Gesteins- und Kohlemassen                  | 8          |                                                            |
| 23. Apr. 1938 | Zeche Concordia II/III                    | Steinkohle             | Deutschland      | Ruhrgebiet                       | Oberhausen            | Gebirgsschlag                                           | 8          |                                                            |
| 30. Juli 1938 | Kali- und Steinsalzbergwerk Kaiseroda     | Salz                   | Deutschland      | Thüringen                        | Merkers               | Kohlensäureausbruch nach Sprengarbeiten                 | 11         | 2 Verletzte                                                |
| 15. Aug. 1938 | Vereinigtfeld Fundgrube Ehrenfriedersdorf | Zinn                   | Deutschland      | Erzgebirge                       | Ehrenfriedersdorf     | nach Sprengarbeiten Wassereinbruch aus einem Alten Mann | 4          | 23 Überlebende                                             |
| 24. Mai 1940  | Kali- und Steinsalzbergwerk Krügershall   | Salz                   | Deutschland      | Sachsen-Anhalt                   | Teutschenthal         | Gebirgsschlag                                           | 42         | 7 Verletzte                                                |
| 17. Mai 1940  | Zeche Schlägel & Eisen                    | Steinkohle             | Deutschland      | Ruhrgebiet                       | Herten                | Grubenbrand                                             | 5          |                                                            |
| 4. Juli 1940  | Zeche Hansa                               | Steinkohle             | Deutschland      | Ruhrgebiet                       | Dortmund              | Schlagwetterexplosion                                   | 52         |                                                            |
| 11. Nov. 1940 | Zeche König Ludwig                        | Steinkohle             | Deutschland      | Ruhrgebiet                       | Recklinghausen        | Schlagwetterexplosion                                   | 17         |                                                            |

#### 1941 bis 1950
| Datum         | Bergwerk                           | Produkt      | Land        | Revier                  | Ort                | Ursache                                                                                          | Todesopfer | Verletzte, Überlebende, weitere Schäden, Bemerkungen                                               |
| ------------- | ---------------------------------- | ------------ | ----------- | ----------------------- | ------------------ | ------------------------------------------------------------------------------------------------ | ---------- | -------------------------------------------------------------------------------------------------- |
| 2. Jan. 1941  | Grube Frankenholz                  | Steinkohle   | Deutschland | Saarrevier              | Bexbach            | Schlagwetterexplosion                                                                            | 41         | |
| 20. Apr. 1941 | Zeche Bruchstraße                  | Steinkohle   | Deutschland | Ruhrgebiet              | Bochum             | Schlagwetterexplosion                                                                            | 31         | |
| 10. Mai 1941  | Rubengrube                         | Steinkohle   | Deutschland | Neuroder Revier         | Neurode            | Erstickung durch Kohlenoxyd                                                                      | 186        | |
| Okt. 1941     | Grube Bautenberg                   | Eisenerz     | Deutschland | Siegerländer Erzrevier  | Wilden             | Schachtbruch durch einen schräg außerhalb der Führung verlaufenden Förderkorb                    | keine      | |
| 16. Jan. 1942 | Zeche Kaiserstuhl                  | Steinkohle   | Deutschland | Ruhrgebiet              | Dortmund           | Grubenbrand                                                                                      | 42         | |
| 26. März 1942 | Kalkbergwerk Sandts Eddy quarry    | Kalk         | USA         | Pennsylvania            | Allentown          | Einsturz einer Wand im Tagebau                                                                   | 31         | |
| 30. März 1942 | Grube Bautenberg                   | Eisenerz     | Deutschland | Siegerländer Erzrevier  | Wilden             | Erneuter Schachtbruch, verursacht durch brüchigen Schacht, Ursache: Schachtbruch im Oktober 1941 | keine      | |
| 26. Apr. 1942 | Bergwerk Benxihu                   | Steinkohle   | China       | Mandschurei             |                    | Kohlenstaubexplosion                                                                             | 1549       | Vermutlich das historisch größte Unglück weltweit.                                                 |
| 15. Mai 1942  | Zeche General Blumenthal           | Steinkohle   | Deutschland | Ruhrgebiet              | Recklinghausen     | Grubenbrand                                                                                      | 6          | |
| 1943          | Bergwerk Lindi                     | Braunkohle   | Schweiz     | Bern                    | Kandergrund        | Schlagwetterexplosion                                                                            | 3          | |
| 6. Aug. 1943  | Braunkohlenbergwerk Fohnsdorf      | Braunkohle   | Österreich  | Steiermark              | Fohnsdorf          | Schlagwetterexplosion                                                                            | 102–104    | |
| 23. Aug. 1943 | Zeche Dahlbusch                    | Steinkohle   | Deutschland | Ruhrgebiet              | Gelsenkirchen      | Schlagwetter- und Kohlenstaubexplosion                                                           | 33         | |
| 10. Sep. 1943 | Grube Vuillemin                    | Steinkohle   | Frankreich  | Lothringen              | Petite-Rosselle    | Steinschlag                                                                                      | 5          | |
| 9. Feb. 1944  | Grube Siegena                      | Schwefelkies | Deutschland | Sauerland               | Meggen             | Sprengstoffexplosion                                                                             | 72         | Die Explosion wurde durch falsch gemischten Sprengstoff ausgelöst                                  |
| 16. Feb. 1944 | Schachtanlage Peine I / II         | Eisenerz     | Deutschland | Peine-Salzgitter-Revier | Vöhrum             | Schachtbruch während Reparaturarbeiten                                                           | 1          | [ 32 ]                                                                                             |
| 16. März 1944 | Zeche Hansa                        | Steinkohle   | Deutschland | Ruhrgebiet              | Dortmund           | Schlagwetterexplosion                                                                            | 95         | 37 Verletzte                                                                                       |
| 3. Apr. 1944  | Zeche Sachsen                      | Steinkohle   | Deutschland | Ruhrgebiet              | Hamm               | Schlagwetterexplosion                                                                            | 169        | Flöz Präsident, 113 der Toten waren Kriegsgefangene                                                |
| 11. Sep. 1944 | Zeche Monopol Schacht Grimberg 3/4 | Steinkohle   | Deutschland | Ruhrgebiet              | Bergkamen          | Schlagwetterexplosion                                                                            | 107        | |
| 10. Apr. 1945 | Grube La Houve                     | Steinkohle   | Frankreich  | Lothringen              | Creutzwald         | Steinschlag                                                                                      | 4          | |
| 22. Jan. 1946 | Schachtanlage Peine I / II         | Eisenerz     | Deutschland | Peine-Salzgitter-Revier | Vöhrum             | Seilfahrtunglück                                                                                 | 45         | Seilriss während des Schichtwechsels, beide Körbe abgestürzt                                       |
| 20. Feb. 1946 | Zeche Monopol Schacht Grimberg 3/4 | Steinkohle   | Deutschland | Ruhrgebiet              | Bergkamen          | Schlagwetterexplosion                                                                            | 405        | |
| 18. Juni 1946 | Kaliwerk Niedersachsen-Riedel      | Kalisalz     | Deutschland | Niedersachsen           | Hänigsen           | Explosion eines untertägigen Munitionslagers                                                     | 86         | während Bergungs- und Delaborierungsarbeiten im Munitionslager der Heeresmunitionsanstalt Hänigsen |
| 24. März 1947 | Staatsmijn Hendrik                 | Steinkohle   | Niederlande | Limburg                 | Brunssum           | Grubenbrand, verursacht durch überhitztes Förderband                                             | 13         | |
| 1948          | Objekt 01 der Wismut AG            | Uran         | Deutschland | Erzgebirge              | Johanngeorgenstadt | Sprengstoffexplosion                                                                             | 30         | 170 Verletzte                                                                                      |
| 10. Jan. 1948 | Grube Vuillemin                    | Steinkohle   | Frankreich  | Lothringen              | Petite-Rosselle    | Schlagwetterexplosion                                                                            | 23         | |
| 11. Sep. 1949 | Grube der Wismut AG                | Uran         | Deutschland | Erzgebirge              | Aue                | Einsturz von Gesteinsmassen                                                                      | 8          | |
| 4. Dez. 1948  | Grube Ester III                    | Steinkohle   | Norwegen    | Spitzbergen             | Ny-Ålesund         | Explosion                                                                                        | 15         | |
| 1950          | Trazegnies                         | Steinkohle   | Belgien     |                         |                    | Kohlenstaubexplosion                                                                             | 39         | |
| 20. Feb. 1950 | Schacht 85 der Wismut AG           | Uran         | Deutschland | Erzgebirge              | Marienberg         | Wassereinbruch aus dem Alten Mann nach Sprengarbeiten bei Auffahrung einer Strecke               | 9          | |
| 4. März 1950  | Zeche Schlägel & Eisen             | Steinkohle   | Deutschland | Ruhrgebiet              | Herten             | Seilfahrtunglück (Absturz eines Förderkorbs)                                                     | 3          | |
| 20. Mai 1950  | Zeche Dahlbusch                    | Steinkohle   | Deutschland | Ruhrgebiet              | Gelsenkirchen      | Schlagwetterexplosion                                                                            | 78         | |

#### 1951 bis 1960
| Datum         | Bergwerk                                                   | Produkt             | Land        | Revier                      | Ort              | Ursache                                          | Tote | Verletzte, Überlebende, weitere Schäden, Bemerkungen |
| ------------- | ---------------------------------------------------------- | ------------------- | ----------- | --------------------------- | ---------------- | ------------------------------------------------ | ---- | --- |
| 7. Jan. 1951  | Grube Ester V                                              | Steinkohle          | Norwegen    | Spitzbergen                 | Ny-Ålesund       | Explosion                                        | 9    | |
| 7. Jan. 1951  |                                                            | Steinkohle          | Norwegen    | Spitzbergen                 | Longyearbyen     | Explosion                                        | 6    | |
| 11. Apr. 1951 | Zeche Schlägel & Eisen                                     | Steinkohle          | Deutschland | Ruhrgebiet                  | Herten           | Strebbruch                                       | 3    | |
| 29. Mai 1951  | Steinkohlenbergwerk Easington Colliery                     | Steinkohle          | England     |                             | Easington        | Schlagwetterexplosion                            | 83   | |
| 2. Juli 1951  | Kali- und Steinsalzbergwerk Volkenroda                     | Salz                | Deutschland | Thüringen                   | Mühlhausen       | Schlagwetterexplosion                            | 9    | 15 Verletzte |
| 11. Juli 1951 | Kali- und Steinsalzbergwerk Glückauf                       | Salz                | Deutschland | Thüringen                   | Sondershausen    | Schlagwetterexplosion                            | 12   | 22 Verletzte |
| 21. Feb. 1952 | Bergwerk Les Liégeois                                      | Steinkohle          | Belgien     | Kempen                      | Zwartberg        | Schlagwetterexplosion                            | 12   | 1 |
| 19. März 1952 | Grube Ester                                                | Steinkohle          | Norwegen    | Spitzbergen                 | Ny-Ålesund       | Explosion                                        | 19   | |
| 19. Apr. 1952 | VEB Steinkohlenwerk „Martin Hoop“                          | Steinkohle          | Deutschland | Sachsen                     | Zwickau          | Grubenbrand                                      | 48   | |
| 24. Juni 1952 | Zeche Friedrich Heinrich                                   | Steinkohle          | Deutschland | Nordrhein-Westfalen         | Kamp-Lintfort    | Strebbruch                                       | 8    | |
| 7. Juli 1953  | Kali- und Steinsalzbergwerk Menzengraben                   | Salz                | Deutschland | Thüringen                   | Menzengraben     | Kohlendioxidaustritt                             | 3    | 3 Tote und mehrere Verletzte übertage, siehe Grubenunglücke im Schacht Menzengraben                                                                            |
| 4. Mai 1954   | Bergwerk Ribolla Camorra Sud (Schacht 9, Tunnel 31 und 32) | Braunkohle          | Italien     | Colline Metallifere         | Ribolla          | Schlagwetterexplosion                            | 43   | 4 Überlebende |
| 13. Dez. 1954 | Grube Simon III                                            | Steinkohle          | Frankreich  | Lothringen                  | Forbach          | Schlagwetterexplosion                            | 8    | |
| 28. März 1955 | Steinkohlenzeche St. Katharina                             | Steinkohle          | Deutschland | Frankenwald                 | Stockheim        |                                                  | 2    | |
| 16. Juli 1955 | Schacht 208bis der SDAG Wismut                             | Uran                | Deutschland | Erzgebirge                  | Niederschlema    | Grubenbrand                                      | 33   | Auslöser des Brandes war ein Kurzschluss in einem Ventilator. Die Opfer waren überwiegend Helfer, da die Rettungs-Aktion schlecht koordiniert war.             |
| 3. Aug. 1955  | Zeche Dahlbusch                                            | Steinkohle          | Deutschland | Ruhrgebiet                  | Gelsenkirchen    | Grubenbrand und Schlagwetterexplosion            | 41   | |
| 8. Aug. 1956  | Bois du Cazier                                             | Steinkohle          | Belgien     |                             | Marcinelle       | Grubenbrand                                      | 262  | |
| 26. Sep. 1956 | Grube Glasebach                                            | Fluorit             | Deutschland | Harz                        | Straßberg (Harz) | Wassereinbruch                                   | 6    | Der Wassereinbruch ereignete sich beim Anfahren alter, nicht risskundiger Baue.                                                                                |
| 1. Nov. 1956  | Colliery No. 4                                             | Steinkohle          | Kanada      | Nova Scotia                 | Springhill       | Kohlenstaubexplosion                             | 39   | |
| 21. Nov. 1957 | Kaliwerk Teutschenthal                                     | Kali- und Steinsalz | Deutschland | Sachsen-Anhalt              | Teutschenthal    | Abriss des Förderkorbes                          | 3    | 1 Schwerverletzter. Ein Förderwagen stürzte auf den Förderkorb der Nebenförderung, in dem gerade 4 Bergleute ausfuhren und riss ihn 130 m in den Schachtsumpf. |
| 2. März 1958  | Zeche Elisabethenglück                                     | Steinkohle          | Deutschland | Ruhrgebiet                  | Witten           | Grubenbrand                                      | 4    | |
| 3. März 1958  | Staatsmijn Maurits                                         | Steinkohle          | Niederlande | Limburg                     | Geleen           | Einsturz                                         | 7    | |
| 17. Apr. 1958 | Kali- und Steinsalzbergwerk Menzengraben                   | Salz                | Deutschland | Thüringen                   | Menzengraben     | ersticken nach Anbohren eines Kohlensäurebläsers | 6    | 6–15 Verletzte, siehe Grubenunglücke im Schacht Menzengraben                                                                                                   |
| 23. Okt. 1958 | Colliery No. 2                                             | Steinkohle          | Kanada      | Nova Scotia                 | Springhill       | Grubeneinsturz                                   | 74   | |
| 21. Nov. 1958 | Grube Vuillemin                                            | Steinkohle          | Frankreich  | Lothringen                  | Petite-Rosselle  | Schlagwetterexplosion                            | 12   | |
| 16. Dez. 1958 | Zeche König Ludwig                                         | Steinkohle          | Deutschland | Ruhrgebiet                  | Recklinghausen   | Grubeneinsturz                                   | ?    | |
| 10. Feb. 1959 | Grube St. Charles                                          | Steinkohle          | Frankreich  | Lothringen                  | Petite-Rosselle  | Schlagwetterexplosion                            | 5    | |
| 5. März 1959  | Grube Faulquemont                                          | Steinkohle          | Frankreich  | Lothringen                  | Créhange         | Sprengstoffexplosion                             | 3    | |
| 29. Mai 1959  | Grube Sainte-Fontaine                                      | Steinkohle          | Frankreich  | Lothringen                  | Saint-Avold      | Kohlenstaubexplosion                             | 26   | |
| 21. Jan. 1960 | Coalbrook                                                  |                     | Südafrika   |                             |                  | Einsturz, Methanvergiftung                       | 437  | |
| 22. Feb. 1960 | Steinkohlenwerk Karl Marx                                  | Steinkohle          | Deutschland | Zwickauer Steinkohlenrevier | Zwickau          | Schlagwetter- und Kohlenstaubexplosion           | 123  | schwerstes Grubenunglück der DDR; siehe Grubenunglück von Zwickau 1960                                                                                         |
| 9. Mai 1960   | Laobaidong Grube                                           | Steinkohle          | China       | Provinz Shanxi              | Datong           |                                                  | 682  | |
| 28. Juni 1960 | Six Bells Colliery                                         | Kohle               | Wales       | Monmouthshire               | Abertillery      | Explosion                                        | 45   | |
| 19. Juli 1960 | Grube Hannoversche Treue                                   | Eisenerz            | Deutschland | Niedersachsen               | Salzgitter       | Grubenbrand                                      | 33   | 61 Verletzte |

#### 1961 bis 1970
| Datum         | Bergwerk                                     | Produkt    | Land        | Revier            | Ort                          | Ursache                                          | Todesopfer | Verletzte, Überlebende, weitere Schäden, Bemerkungen |
| ------------- | -------------------------------------------- | ---------- | ----------- | ----------------- | ---------------------------- | ------------------------------------------------ | ---------- | --- |
| 7. Juli 1961  | Důl Dukla                                    | Steinkohle | ČSSR        | Ostrava-Karviná   | Havířov                      | Grubenbrand                                      | 108        | |
| 1. Aug. 1961  | Grube Sainte-Fontaine                        | Steinkohle | Frankreich  | Lothringen        | Saint-Avold                  | Steinschlag                                      | 8          | |
| 7. Feb. 1962  | Grube Luisenthal                             | Steinkohle | Deutschland | Saarrevier        | Völklingen                   | Schlagwetterexplosion                            | 299        | 73 Verletzte, siehe Grubenunglück von Luisenthal |
| 9. März 1962  | Zeche Sachsen                                | Steinkohle | Deutschland | Ruhrgebiet        | Hamm                         | Schlagwetterexplosion / Gebirgsschlag            | 37         | |
| 11. Mai 1962  | Østre Senterfelt Mine                        | Steinkohle | Norwegen    | Spitzbergen       | Ny-Ålesund                   | Explosion                                        | 21         | Nach einer Reihe von Grubenunglücken (1948, 1951, 1952) führte diese Explosion zur Einstellung der Steinkohlenförderung in Ny-Ålesund und zur Kings-Bay-Affäre. die die norwegische Regierung zum Rücktritt zwang |
| 13. Aug. 1963 | Zeche Oneida #2                              | Kohle      | USA         | Pennsylvania      | zwischen Oneida und Sheppton |                                                  | 1          | Rettung von 2 Überlebenden |
| 24. Okt. 1963 | Grube Lengede-Broistedt                      | Eisenerz   | Deutschland | Niedersachsen     | Lengede                      | Wassereinbruch                                   | 29         | Rettung 11 Überlebender nach 14 Tagen; Wunder von Lengede |
| 9. Nov. 1963  | Mitsui Miiki Bergwerk                        | Steinkohle | Japan       | Präfektur Fukuoka | Ōmuta                        | Kohlenstaubexplosion                             | 458        | 555 Verletzte, schwerste Nachkriegs-Bergwerkskatastrophe in Japan |
| 27. März 1964 | Zeche Sachsen                                | Steinkohle | Deutschland | Ruhrgebiet        | Hamm                         | Seilriss bei Seilfahrt                           | 10         | |
| 1. Juni 1965  | Yamano Bergwerk, Fukuoka                     | Steinkohle | Japan       | Präfektur Fukuoka |                              | Schlagendes Wetter                               | 236        | 24 |
| 22. Juli 1965 | Zeche Vereinigte Constantin der Große        | Steinkohle | Deutschland | Ruhrgebiet        | Herne                        | Schlagwetterexplosion nachfolgend Grubenbrand    | 9          | Baufeld Mont Cenis |
| 3. Aug. 1965  | Zeche Jacobi                                 | Steinkohle | Deutschland | Ruhrgebiet        | Bottrop                      | Grubenbrand                                      | 2          | Die Todesopfer konnten erst am 16. Mai 1966 geborgen werden. |
| 16. Feb. 1966 | Schachtanlage Rossenray                      | Steinkohle | Deutschland |                   | Kamp-Lintfort                | Schlagwetterexplosion                            | 16         | 4 Überlebende |
| 30. Sep. 1966 | Grube Reumaux                                | Steinkohle | Frankreich  | Lothringen        | Merlebach                    | Steinschlag                                      | 3          | |
| 21. Okt. 1966 | Merthyr Vale Colliery                        | Steinkohle | Wales       |                   | Aberfan                      | Haldenrutschung, siehe Grubenunglück von Aberfan | 144        | |
| 19. Jan. 1967 | Strongman Mine                               |            | Neuseeland  | West Coast        | Greymouth                    | Explosion                                        | 19         | |
| 2. Nov. 1967  | Braunkohlenbergwerk Wolkersdorf der LAKOG    | Braunkohle | Österreich  | Lavanttal         | St. Stefan                   | Grubenbrand                                      | 5          | Ein Toter konnte nicht geborgen werden. |
| 26. Jan. 1968 | Schacht Mathilde der Grube Lengede-Broistedt | Eisen      | Deutschland | Niedersachsen     | Lengede                      | Sprengstoffexplosion                             | 11–12      | |
| 23. Sep. 1968 | Grube Sainte-Fontaine                        | Steinkohle | Frankreich  | Lothringen        | Saint-Avold                  | Gasaustritt                                      | 3          | |
| 4. Okt. 1968  | Zeche Minister Achenbach                     | Steinkohle | Deutschland | Ruhrgebiet        | Lünen                        | Schlagwetterexplosion                            | 17         | |
| 13. Aug. 1970 | Zeche Minister Stein                         | Steinkohle | Deutschland | Ruhrgebiet        | Dortmund                     | Wassereinbruch                                   | 3          | 8 Verletzte |

#### 1971 bis 1980
| Datum         | Bergwerk               | Produkt    | Land           | Revier                | Ort                  | Ursache | Todesopfer | Verletzte, Überlebende, weitere Schäden, Bemerkungen |
| ------------- | ---------------------- | ---------- | -------------- | --------------------- | -------------------- | --- | ---------- | --- |
| 2. Juli 1972  | Wankie 2               | Steinkohle | Rhodesien      | Wankie                | Wankie               | Methan- und Kohlenstaubexplosion | 426        | |
| 10. Mai 1973  | Seafield Colliery      | Steinkohle | Großbritannien |                       | Kirkcaldy            | Streckenbruch | 5          | Ein Streckenbruch begräbt 9 Bergleute, 5 von ihnen können nur noch tot geborgen werden. |
| 30. Juli 1973 | Markham Colliery       | Steinkohle | Großbritannien |                       | Staveley             | Bruch der Fördermaschinenbremse, Förderkorb fuhr während der Seilfahrt mit 29 Bergleuten besetzt ungebremst in den Schachtsumpf | 18         | 11 Verletzte |
| 27. Dez. 1974 | Lens Schacht 3         | Steinkohle | Frankreich     | Nord - Pas-de-Calais  | Lens                 | Das Unglück ereignete sich, weil die Anlage bereits längere Zeit stillgestanden hatte und deshalb die Telemetrie zur Überwachung der Wetter nicht in Betrieb war. Die Bergleute waren eingefahren, um eine Wiederaufnahme der Förderung zu prüfen. | 42         | 4 Verletzte |
| Juli 1975     | Kalischacht Albert     | Kali       | Deutschland    | Niedersachsen         | Ronnenberg           | Laugeneinbruch |            | Ein katastrophaler Laugeneinbruch führte zum vollständigen Absaufen der Schachtanlage, die stillgelegt werden musste. Durch Senkungen wurden 152 Häuser schwer beschädigt bzw. zerstört, Straßen und eine überregionale Bahnverbindung unterbrochen. |
| 27. Dez. 1975 | Grube Chasnala         | Steinkohle | Indien         | Bundesstaat Jharkhand | Chasnala bei Dhanbad | Explosion, gefolgt von Wassereinbruch | 372        | |
| 1976          | Zeche Sachsen          | Steinkohle | Deutschland    | Ruhrgebiet            | Hamm                 | Schlagwetterexplosion | 3          | während der Verfüllarbeiten bei Schacht III |
| 30. Sep. 1976 | Grube Vouters          | Steinkohle | Frankreich     | Lothringen            | Merlebach            | Feuer unter Tage | 16         | |
| 27. Okt. 1977 | Zeche Schlägel & Eisen | Steinkohle | Deutschland    | Ruhrgebiet            | Herten               | Grubenbrand | 7          | |
| 22. März 1979 | Zeche Hansa            | Steinkohle | Deutschland    | Ruhrgebiet            | Dortmund             | Schlagwetterexplosion | 7          | |

#### 1981 bis 1990
| Datum         | Bergwerk                            | Produkt    | Land                    | Revier                         | Ort                       | Ursache                                                           | Todesopfer | Verletzte, Überlebende, weitere Schäden, Bemerkungen                                           |
| ------------- | ----------------------------------- | ---------- | ----------------------- | ------------------------------ | ------------------------- | ----------------------------------------------------------------- | ---------- | ---------------------------------------------------------------------------------------------- |
| 3. Sep. 1981  | Pluto 2                             | Braunkohle | Tschechoslowakei        | Nordböhmisches Becken          | Louka u Litvínova         | Kohlenstaubexplosion mit Grubenbrand                              | 65         | 13 Schwer-, 15 Leichtverletzte, Schaden: 50 Millionen Tschechoslowakische Kronen               |
| 26. Aug. 1981 | Bergwerk Ibbenbüren                 | Steinkohle | Deutschland             | Ibbenbürener Steinkohlenrevier | Ibbenbüren                | Gasausbruch in 1300 m Teufe                                       | 8          |                                                                                                |
| 31. März 1982 | Zeche Zangtal                       | Braunkohle | Österreich              | Voitsberg                      | Steiermark                | Strebbruch                                                        | 1          | 1 Schwerverletzter konnte geborgen werden                                                      |
| 30. Juni 1982 | Zeche Minister Achenbach            | Steinkohle | Deutschland             | Ruhrgebiet                     | Lünen                     | Bruch im Streb-Strecken-Übergang                                  | 3          |                                                                                                |
| 1983          | Kali- und Steinsalzbergwerk Hattorf | Salz       | Deutschland             | Hessen                         | Philippsthal              | CO2-Vergiftung nach Sprengung und Gasaustritt                     | ?          | 4                                                                                              |
| 16. Feb. 1984 | Zeche Consolidation                 | Steinkohle | Deutschland             | Ruhrgebiet                     | Gelsenkirchen             | Strebbruch                                                        | 5          | 5 weitere, eingeschlossene Bergleute wurden unverletzt gerettet.                               |
| 8. März 1984  | Bergwerk Limburg-Maas               | Steinkohle | Belgien                 | Kempen                         | Eisden                    | Schlagwetterexplosion                                             | 7          | 1                                                                                              |
| 25. Feb. 1985 | Grube Simon                         | Steinkohle | Frankreich              | Lothringen                     | Forbach                   | Schlagwetterexplosion gefolgt von einer Kohlenstaubexplosion      | 22         |                                                                                                |
| 16. Feb. 1986 | Grube Camphausen                    | Steinkohle | Deutschland             | Saarrevier                     | Quierschied               | mehrere Schlagwetterexplosionen                                   | 7          | 1                                                                                              |
| 16. Juli 1986 | Moura No. 4                         | Steinkohle | Australien              | Queensland                     | Moura                     | Schlagwetterexplosion                                             | 14         |                                                                                                |
| 19. Jan. 1987 | Schachtanlage „Bernard Koenen“      | Kupfer     | Deutschland             | Mansfeld                       | Niederröblingen           | Brand eines Transportbandes                                       | 3          | aus der eigenen und 10 weiteren Grubenwehren insgesamt 261 Grubenwehrmänner im Einsatz         |
| 4. Feb. 1988  | Kali- und Steinsalzbergwerk Hattorf | Salz       | Deutschland             | Hessen                         | Philippsthal              | Vergiftung in Sprengschwaden                                      | 8          |                                                                                                |
| 1. Juni 1988  | Grube Stolzenbach                   | Braunkohle | Deutschland             | Hessen                         | Borkener Braunkohlerevier | Kohlenstaubexplosion                                              | 51         | 6, siehe Grubenunglück von Stolzenbach                                                         |
| 1989          | Kaliwerk Wintershall                | Salz       | Deutschland             | Hessen                         | Heringen                  | Erstickung nach CO2-Ausbruch                                      | 3          |                                                                                                |
| 13. März 1989 | Kaliwerk Merkers                    | Salz       | Deutschland             | Thüringen                      | Merkers                   | CO2-Ausbruch und Gebirgsschlag, siehe Gebirgsschlag Völkershausen | keine      | 7 Verletzte (über Tage), schwere Zerstörungen und Gebäudeschäden in der Gemeinde Völkershausen |
| 26. Aug. 1990 | Bergwerk Dobrnja-jug                | Braunkohle | Bosnien und Herzegowina | Kanton Tuzla                   | Tuzla                     | Schlagwetterexplosion in 600 Meter Tiefe                          | 180        | 1 Überlebender                                                                                 |

#### 1991 bis 2000
| Datum         | Bergwerk                                | Produkt     | Land                | Revier          | Ort              | Ursache                                                             | Todesopfer | Verletzte, Überlebende, weitere Schäden, Bemerkungen |
| ------------- | --------------------------------------- | ----------- | ------------------- | --------------- | ---------------- | ------------------------------------------------------------------- | ---------- | --- |
| 29. Juni 1991 | Bergwerk Juschnodonbasskaja №1          | Steinkohle  | Ukraine             | Donezbecken     | Wuhledar         | Grubenbrand                                                         | 32         | 6 Verletzte |
| 3. März 1992  | Explosion                               | Steinkohle? | Türkei              | Zonguldak       |                  |                                                                     | 263        | |
| 15. Apr. 1992 | Bergwerk Haus Aden Schacht Grimberg 3/4 | Steinkohle  | Deutschland         | Ruhrgebiet      | Bergkamen        | Kohlenstaubexplosion                                                | 7          | Sechs Männer (Alter 20 bis 43 Jahre) starben gegen 17 Uhr auf Flöz Sonnenschein. Ein siebter wurde schwer verletzt, konnte sich aber retten und Alarm geben. Er wurde in die Dortmunder Unfallklinik geflogen und erlag dort seinen schweren Verbrennungen.                      |
| 9. Juni 1992  | Bergwerk Suchodolskaja-Wostotschnaja    | Steinkohle  | Ukraine             | Donezbecken     | Suchodolsk       | Kohlenstaubexplosion                                                | 63         | 37 Verletzte |
| 12. Juli 1992 | Bergwerk South Mountain No.3 Mine       | Steinkohle  | USA                 | Virginia        | Norton           | Schlagwetterexplosion                                               | 8          | Schlagwetterexplosion, ausgelöst durch unzureichende Abfuhr von methanreichen Wettern und unerlaubtes Rauchen unter Tage. Zündquelle war ein Feuerzeug. |
| 21. Aug. 1992 | Bergwerk Skotschinski                   | Steinkohle  | Ukraine             | Donezbecken     | Donezk           | Gasexplosion                                                        | 17         | 38 Verletzte |
| 7. Aug. 1994  | Moura No. 2                             | Steinkohle  | Australien          | Queensland      | Moura            | Selbstentzündung von Kohle gefolgt von zwei Schlagwetterexplosionen | 11         | Temperaturanstieg und Teergeruch in einem Stollen wurden ignoriert, bis es zur Methan-Explosion kam. Die Ursache der zweiten Explosion blieb unklar, die Mine wurde versiegelt und aufgegeben.                                                                                   |
| 18. Sep. 1997 | Bergwerk Barentsburg                    | Steinkohle  | Norwegen            | Spitzbergen     | Barentsburg      | Gasexplosion                                                        | 23         | Das Bergwerk wird von einem russischen Unternehmen betrieben. Bei den Opfern handelte es sich um russische und ukrainische Bergleute. |
| 2. Dez. 1997  | Bergwerk Sirjanowskaja                  | Steinkohle  | Russland            | Kusbass         | Nowokusnezk      | Schlagwetterexplosion                                               | 67         | |
| 16. Jan. 1998 | Bergwerk Sokobanja                      | Steinkohle  | Serbien             | Zentralserbien  | Sokobanja        | Schlagwetterexplosion                                               | 29         | |
| 4. Apr. 1998  | Bergwerk Skotschinski                   | Steinkohle  | Ukraine             | Donezbecken     | Donezk           | Schlagwetterexplosion                                               | 70         | Das Unglück ereignete sich in 1.100 m Tiefe und wurde durch Funkenschlag aus dem Elektromotor eines defekten Förderbands ausgelöst. |
| 14. Juni 1998 | Goldbergwerk                            | Gold        | Niger               |                 |                  | ?                                                                   | 30         | |
| 17. Juli 1998 | Bergwerk Naintsch                       | Talk        | Österreich          | Lassing         |                  | Wassereinbruch                                                      | 10         | siehe Grubenunglück von Lassing |
| Dez. 1998     | ?                                       |             | Russland            | Kusbass         | Kemerowo         | ?                                                                   | 70         | |
| 24. Mai 1999  | Bergwerk Sassjadko                      | Steinkohle  | Ukraine             | Donezbecken     | Donezk           | Schlagwetterexplosion                                               | 48         | Die Explosion wurde durch einen Defekt im Bewetterungssystem der Grube verursacht. |
| 2000          |                                         |             | China               | Provinz Guizhou |                  | ?                                                                   | 162        | |
| 11. Jan. 2000 | Bergwerk Dahuangshan                    | Steinkohle  | China               | Provinz Jiangsu | Xuzhou           | Wassereinbruch                                                      | 14         | Durch einen Wassereinbruch wurden 63 Arbeiter eingeschlossen. Am darauffolgenden Tag konnten 23 Bergleute gerettet und 11 tot geborgen werden. Nach fünf Tagen wurden weitere 18 Männer lebend und 3 tot ans Tageslicht geholt. Die acht verbliebenen werden weiterhin vermisst. |
| 12. März 2000 | Bergwerk Barakowa                       | Steinkohle  | Ukraine             | Donezbecken     | Krasnodon        | ?                                                                   | 81         | 7 Verletzte |
| 21. März 2000 | Bergwerk Komsomolez                     | Steinkohle  | Russland            | Kusbass         | Leninsk-Kusnezki | Schlagwetterexplosion                                               | 12         | Nach einer vorhergehenden Explosion wurden 460 Bergleute durch die Grubenwehr evakuiert. Bei weiteren Löscharbeiten kam es zu einer erneuten Explosion bei der 12 Grubenwehrleute starben.                                                                                       |
| 26. Sep. 2000 | Bergwerk Muchongguo                     | Steinkohle  | Volksrepublik China |                 | Muchonggou       | Schlagwetterexplosion                                               | 162        | In dem staatlich betriebenen Bergwerk starben durch die Explosion, welche aufgrund von mangelhafter Bewetterung einer Ansammlung von Grubengas begünstigt wurde, 162 Bergleute.                                                                                                  |

### 21. Jahrhundert

#### 2001 bis 2010
| Datum         | Bergwerk                               | Produkt             | Land                   | Revier                   | Ort                                | Ursache                                                                                  | Todesopfer | Verletzte, Überlebende, weitere Schäden, Bemerkungen |
| ------------- | -------------------------------------- | ------------------- | ---------------------- | ------------------------ | ---------------------------------- | ---------------------------------------------------------------------------------------- | ---------- | --- |
| 26. Apr. 2001 |                                        |                     | China                  | Autonomes Gebiet Guangxi |                                    | Wassereinbruch                                                                           | 200        | |
| 8. Mai 2001   | Beatrix-Goldmine                       | Gold                | Südafrika              |                          | Welkom                             | Schlagwetterexplosion                                                                    | 12         | Durch einen ausgefallenen Grubenlüfter bildete sich ein explosionsfähiges Gasgemisch. |
| 16. Juli 2001 |                                        |                     | Kolumbien              |                          | San Faustino, Pamplona             | Schlagwetterexplosion                                                                    | 13         | |
| 17. Juli 2001 |                                        |                     | China                  | Provinz Shaanxi          |                                    | Explosion von illegal gelagertem Sprengstoff                                             | 150        | |
| 17. Juli 2001 | Longquan-Mine                          | Zinn                | China                  | Provinz Yunnan           |                                    | Wassereinbruch                                                                           | 81         | |
| 7. Aug. 2001  | Vulcan-Mine                            | Steinkohle          | Rumänien               | Schiltal                 | Vulcan                             | Schlagwetterexplosion                                                                    | 14         | |
| 19. Aug. 2001 | Bergwerk Sassjadko                     | Steinkohle          | Ukraine                | Donezbecken              | Donezk                             | Schlagwetterexplosion                                                                    | 39         | |
| 23. Sep. 2001 | No. 5 Mine, Jim Walter Resources, Inc. | Steinkohle          | Vereinigte Staaten     |                          | Brookwood, Tuscaloosa County       | Schlagwetterexplosion                                                                    | 13         | |
| 22. Nov. 2001 |                                        | Gold                | Kolumbien              |                          | Filadelfia, Departamento de Caldas | Erdrutsch                                                                                | 51         | |
| 6. Feb. 2002  | Bergwerk Jasmos                        | Steinkohle          | Polen                  | Oberschlesien            | Jastrzębie-Zdrój                   | Explosion                                                                                | 5          | |
| 20. Juni 2002 | Chengzihe Coal Mine                    | Steinkohle          | China                  |                          | Jixi                               | Schlagwetterexplosion                                                                    | 115        | |
| 7. Juli 2002  | Bergwerk Ukraina                       | Steinkohle          | Ukraine                | Donezbecken              | Selydowe                           | Grubenbrand                                                                              | 35         | |
| 31. Juli 2002 | Bergwerk                               | Steinkohle          | Ukraine                | Donezbecken              | Donezk                             | Schlagwetterexplosion                                                                    | 20         | |
| 12. Apr. 2004 | Bergwerk Taischina                     | Steinkohle          | Russland               | Kusbass                  |                                    | Schlagwetterexplosion mit teilweisem Schachteinsturz                                     | 47         | 6 Verletzte |
| 19. Juli 2004 | Bergwerk Krassnolimanska               | Steinkohle          | Ukraine                | Donezbecken              | Rodynske                           | Schlagwetterexplosion                                                                    | 37         | |
| 8. Sep. 2004  | Kupferbergwerk                         | Kupfererz           | Türkei                 |                          |                                    | Grubenbrand in 150 m Tiefe                                                               | 19         | |
| 28. Okt. 2004 | Bergwerk Listwjaschnaja                | Steinkohle          | Russland               | Kusbass                  |                                    | Schlagwetterexplosion                                                                    | 13         | 23 Verletzte |
| 20. Nov. 2004 | Eisenerzgrube                          | Eisenerz            | China                  | Hebei                    |                                    | Grubenbrand in vier miteinander verbundenen Bergwerken                                   | 60         | |
| 28. Nov. 2004 | Grube Chenjiashan                      | Steinkohle          | China                  | Shanxi                   |                                    | Gasexplosion                                                                             | 166        | 43 Verletzte, davon 11 schwer; insgesamt wurden 127 Bergleute gerettet |
| 5. Dez. 2004  | Bergwerk Schachtinskaja                | Steinkohle          | Kasachstan             | Karabass                 |                                    | Explosion                                                                                | 60         | |
| 9. Feb. 2005  | Schacht Essaulskaja                    | Steinkohle          | Russland               | Kusbass                  | Nowokusnezk                        | Schlagwetterexplosion                                                                    | 25         | |
| 14. Feb. 2005 | Kohlebergwerk Sunjiawan                | Steinkohle          | China                  | Liaoning                 | Fuxin                              | Gasexplosion in 242 m Tiefe                                                              | 214        | 22 schwer Verletzte; insgesamt konnten 336 Bergleute gerettet werden |
| 27. Nov. 2005 | Grube Dongfeng                         | Steinkohle          | China                  | Heilongjiang             | Qitaihe                            | Kohlenstaubexplosion                                                                     | 134        | |
| 14. Jan. 2006 | Bergwerk                               | Steinkohle          | Rumänien               | Kreis Caraș-Severin      | Anina                              | Schlagwetterexplosion                                                                    | 7          | |
| 19. Feb. 2006 | Bergwerk Pasta de Conchos              | Steinkohle          | Mexiko                 |                          | Nueva Rosita                       | Schlagwetterexplosion                                                                    | 65         | |
| 1. Juni 2006  |                                        |                     | Türkei                 |                          | Odaköy                             | Schlagwetterexplosion in 150 m Tiefe                                                     | 17         | |
| 20. Sep. 2006 | Bergwerk Wladimir Lenin                | Steinkohle          | Kasachstan             | Karabass                 |                                    | Schlagwetterexplosion in 620 m Tiefe                                                     | 41         | 6 Verletzte |
| 13. Nov. 2006 | Bergwerk Nanshan                       |                     | China                  | Jinzhong                 | Shanxi                             | Gasexplosion                                                                             | 24         | |
| 17. Nov. 2006 | Bergwerk Nováky                        | Braunkohle          | Slowakei               | Horná Nitra              | Nováky                             | Schachteinsturz                                                                          | 4          | Der Schacht wurde durch den Einbruch von 2.000 m³ Schlamm und Gestein verschüttet und zerstört. Die Grube gehört dem größten slowakischen Bergbauunternehmen HBP.                                                                                         |
| 21. Nov. 2006 | Bergwerk Halemba                       | Steinkohle          | Polen                  |                          | Ruda Śląska                        | Schlagwetterexplosion                                                                    | 23         | |
| 3. Feb. 2007  | Kohlegrube La Preciosa                 | Steinkohle          | Kolumbien              | Departamento Antioquia   | San Roque                          | Schlagwetterexplosion                                                                    | 32         | |
| 6. Feb. 2007  | Kohlegrube Zeche Gameza                | Steinkohle          | Kolumbien              | Departamento Boyacá      |                                    | Schlagwetterexplosion                                                                    | 8          | |
| 19. März 2007 | Schacht Uljanowskaja                   | Steinkohle          | Russland               | Kusbass                  | Nowokusnezk                        | Schlagwetterexplosion in 270 m Tiefe                                                     | 110        | 93 Bergleute konnten gerettet werden. Die erst 2002 eröffnete Schachtanlage (Eigentümer: Roman Abramowitsch) zählte zu den modernsten Russlands. Unter den Toten befanden sich auch Experten, die das neue Sicherheitssystem zur Gasmessung inspizierten. |
| 20. Apr. 2007 | Cleveland Potash Mine                  | Kali- und Steinsalz | Vereinigtes Königreich | Redcar and Cleveland     | Boulby                             | Steinfall                                                                                | 1          | |
| 24. Mai 2007  | Bergwerk Jubilejnaja                   | Steinkohle          | Russland               | Kusbass                  | Nowokusnezk                        | Schlagwetterexplosion in 500 m Tiefe                                                     | 38         | 179 Überlebende. Betreiber des Bergwerks (Juschkusbassugol) betreibt auch den Schacht Uljanowskaja, der zwei Monate zuvor von einer Schlagwetterexplosion betroffen war.                                                                                  |
| 17. Aug. 2007 | Bergwerk Minggong (Huayuan Mining Co.) | Kohle               | Volksrepublik China    | Shandong                 | Xintai                             | Wassereinbruch des Wen-Flusses in zwei Bergwerke nach einem Dammbruch                    | 181        | |
| 18. Nov. 2007 | Bergwerk Sassjadko                     | Steinkohle          | Ukraine                | Donezbecken              | Donezk                             | Schlagwetterexplosion in 1078 m Tiefe                                                    | 100        | 359 Bergleute konnten gerettet werden |
| 23. Mai 2008  | Bergwerk Krassnolimanska               | Steinkohle          | Ukraine                | Donezbecken              | Rodynske                           | Schlagwetterexplosion                                                                    | 11         | 3 Verletzte |
| 30. Mai 2008  | Bergwerk Lenin                         | Steinkohle          | Russland               | Kusbass                  | Meschduretschensk                  | Einsturz der Verschalung über einer Abbaustelle                                          | 5          | |
| 5. Juni 2008  | Bergwerk Borynia                       | Steinkohle          | Polen                  | Oberschlesien            | Jastrzębie-Zdrój                   | Schlagwetterexplosion                                                                    | 4          | 23 Verletzte |
| 15. Nov. 2008 | Bergwerk Petrila                       | Steinkohle          | Rumänien               | Valea Jiului (Schiltal)  | Petrila                            | Schlagwetterexplosion                                                                    | 13         | vermutlich Schlagwetterexplosion in 950 m Tiefe, 9 Tote bei einer ersten Explosion, 4 Tote unter den Rettungskräften nach einer weiteren Explosion |
| 22. Feb. 2009 | Bergwerk Tunlan                        | Steinkohle          | Volksrepublik China    | Provinz Shanxi           | bei Taiyuan                        | Schlagwetterexplosion                                                                    | 73         | |
| 27. Okt. 2022 | Bergwerk Nowodserschinsk               | Steinkohle          | Ukraine                | Donezbecken              | Torezk                             | Streckenbruch                                                                            | 2 (3)      | 3 Bergleute konnten am 7. Mai gerettet werden, 3 werden weiter vermisst |
| 5. Juni 2009  | Bergwerk Dahuangshan                   | Steinkohle          | Volksrepublik China    |                          | Region Xinjiang                    | „eingedrungenes Gas“                                                                     | 7          | |
| 5. Juni 2009  |                                        | Eisenerz            | Volksrepublik China    |                          | bei Chongqing                      | Erdrutsch                                                                                |            | zunächst 79 Vermisste |
| 8. Juni 2009  | Bergwerk „O. O. Skotschinski“          | Steinkohle          | Ukraine                | Donezbecken              | Donezk                             | Schlagwetter- und Kohlenstaubexplosion                                                   | 11         | am 12. Juni 2009 wurden noch zwei Personen vermisst |
| 15. Juni 2009 |                                        | Steinkohle          | Indonesien             | West-Sumatra             | Bezirk Suwahlunto                  | Schlagwetterexplosion                                                                    | 17         | am 17. Juni 2009 wurden noch 23 in 150 m Teufe eingeschlossene Personen vermisst |
| 17. Juni 2009 | Bergwerk Xinqiao                       | Steinkohle          | Volksrepublik China    | Provinz Guizhou          |                                    | Wassereinbruch                                                                           | 14         | drei Überlebende wurden am 12. Juli 2009 gerettet |
| 20. Juli 2009 | Bergwerk Rustenburg                    | Platin              | Südafrika              | Provinz Nordwest         | Rustenburg                         | Steinschlag                                                                              | 9          | |
| 10. Aug. 2009 | Bergwerk Handlová                      | Braunkohle          | Slowakei               |                          | Handlová                           | Brand mit anschließender Explosion                                                       | 20         | Explosion war vermutlich keine Schlagwetter-, sondern eine CO-Explosion |
| 23. Aug. 2009 | Bergwerk „S. M. Kirow“                 | Steinkohle          | Ukraine                | Donezbecken              | Makijiwka                          | Explosion                                                                                | 8          | 20 Verletzte |
| 24. Aug. 2009 |                                        | Steinkohle          | Volksrepublik China    | Provinz Shanxi           | Jinzhong                           | Explosion                                                                                | 11         | am 25. August werden noch 3 Personen vermisst |
| 9. Sep. 2009  |                                        | Steinkohle          | Volksrepublik China    | Provinz Henan            |                                    | Explosion                                                                                | 42         | 37 Personen werden zunächst vermisst |
| 9. Sep. 2009  |                                        | Golderz             | Volksrepublik China    | Provinz Henan            |                                    | Brand                                                                                    |            | 13 Personen werden zunächst vermisst |
| 8. Okt. 2009  |                                        | Eisenerz            | Volksrepublik China    | Provinz Hunan            |                                    | Bremsversagen der Förderanlage                                                           | 26         | 5 Verletzte |
| 11. Dez. 2009 | Devecikonağı                           | Steinkohle          | Türkei                 | Provinz Bursa            |                                    | Schlagwetterexplosion mit anschließendem Schachteinsturz                                 | 19         | |
| 23. Dez. 2009 | Bergwerk Estjuninskaja                 | Eisenerz            | Russland               | Oblast Swerdlowsk        | Nischni Tagil                      | Explosion von Sprengstoff                                                                | 9          | Beim Transport von Sprengstoff ereignete sich in 180 m Teufe eine unbeabsichtigte Explosion. |
| 5. Apr. 2010  | Bergwerk Upper Big Branch              | Steinkohle          | USA                    | West Virginia            | Montcoal                           | Schlagwetterexplosion mit anschließender Kohlenstaubexplosion                            | 29         | [ 66 ] [ 67 ] |
| 8. Mai 2010   | Bergwerk Raspadskaja                   | Steinkohle          | Russland               | Kusbass                  | Meschduretschensk                  | Schlagwetterexplosion                                                                    | 75         | [ 68 ] [ 69 ] |
| 18. Mai 2010  | Karadon                                | Steinkohle          | Türkei                 | Zonguldak                |                                    | Schlagwetterexplosion                                                                    | 28         | Die Leichen konnten nach 3 Tagen geborgen werden. Es werden noch 2 Personen vermisst. |
| 17. Juni 2010 | San Fernando                           | Steinkohle          | Kolumbien              | Antioquia                | Amagá                              | Methangasexplosion                                                                       | 73         | Die letzten Leichen wurden am 25. Juni, neun Tage nach dem Ereignis, geborgen. |
| 24. Juli 2010 | Bergwerk Krasnogorskaja                | Steinkohle          | Russland               | Kusbass                  | Prokopjewsk                        | Schlagwetterexplosion                                                                    | 1          | Am Morgen zur Zeit der Explosion befanden sich 64 Bergleute im Schacht. Davon wurden 63 Personen gerettet. Zwei mussten mit Verbrennungen ins Krankenhaus eingeliefert werden.                                                                            |
| 5. Aug. 2010  | San José                               | Gold und Kupfer     | Chile                  | Copiapó                  |                                    | Schachteinsturz                                                                          | keine      | 33 Bergleute verschüttet und nach 69 Tagen gerettet. Siehe Grubenunglück von San José. |
| 16. Okt. 2010 | Yuzhou                                 | Kohle               | China                  | Henan                    |                                    | Schlagwetter                                                                             | 37         | |
| 19. Nov. 2010 | Pike River Coal Mine                   | Steinkohle          | Neuseeland             |                          | Greymouth                          | genaue Ursache noch unklar (Schlagwetterexplosion), siehe Unglück in der Pike-River-Mine | 29         | 2 Verletzte |

#### 2011 bis 2020
| Datum         | Bergwerk                                      | Produkt    | Land                         | Revier                        | Ort                                          | Ursache                                                               | Todesopfer    | Verletzte, Überlebende, weitere Schäden, Bemerkungen |
| ------------- | --------------------------------------------- | ---------- | ---------------------------- | ----------------------------- | -------------------------------------------- | --------------------------------------------------------------------- | ------------- | --- |
| 26. Jan. 2011 | La Preciosa                                   | Steinkohle | Kolumbien                    |                               | Sardinata                                    | Schlagwetterexplosion                                                 | 21            | 6 Verletzte |
| 29. Juli 2011 | Bergwerk Suchodilska-Schidna                  | Steinkohle | Ukraine                      | Donezbecken                   | Suchodilsk                                   | Schlagwetterexplosion                                                 | 26            | 2 Überlebende |
| 29. Juli 2011 | Bergwerk „W. M. Baschanow“                    | Steinkohle | Ukraine                      | Donezbecken                   | Makijiwka                                    | Seilbruch                                                             | 11            | Der mit 15 Mann besetzte Förderkorb stürzte ca. 70 m in den Schacht; 4 davon überlebten |
| 15. Sep. 2011 | Bergwerk Gleision (Gleision Colliery)         | Steinkohle | Großbritannien               | Wales                         | Swansea Valley                               | Wassereinbruch                                                        | 4             | Wassereinbruch nach einer Sprengung, 3 weitere Bergleute konnten verletzt gerettet werden |
| 8. März 2012  | Kaliwerk Zielitz                              | Kalisalz   | Deutschland                  | Norddeutsches Kalirevier      | Zielitz                                      | Steinfall                                                             | 1             | 1 Verletzter |
| 4. Apr. 2012  | Kaliwerk Sigmundshall                         | Kalisalz   | Deutschland                  | Nordhannoverscher Kali-Bezirk | Wunstorf                                     | Gasaustritt                                                           | 1             | 24 Verletzte |
| 23. Juni 2013 |                                               | Gold       | Zentralafrikanische Republik |                               | Ndassima                                     | Grubenkollaps                                                         | 57            | Grubenkollaps nach starken Regenfällen, mindestens 57 Tote |
| 1. Okt. 2013  | Kaliwerk Werra der K+S                        | Kalisalz   | Deutschland                  | Werra-Revier                  | Unterbreizbach                               | Kohlendioxidausbruch                                                  | 3             | Kohlendioxidausbruch durch Sprengung ausgelöst. 4 unverletzt gerettete, siehe Grubenunglück im Schacht Unterbreizbach                                                                                            |
| 28. Okt. 2013 | Pozo Emilio del Valle                         | Steinkohle | Spanien                      | Llombera de Gordon            | Provinz Leon                                 | Freisetzung Methangas                                                 | 6             | Bei der Freisetzung von Methangas seien die Minenarbeiter vermutlich vergiftet worden. |
| 13. Mai 2014  | Soma Kömür İşletmeleri                        | Steinkohle | Türkei                       | Soma                          | Provinz Manisa                               | Explosion                                                             | 301           | Grubenunglück von Soma |
| 24. Juni 2014 | Kaliwerk Sollstedt                            | Kalisalz   | Deutschland                  | Südharz-Kalirevier            | Thüringen                                    | Unerwartetes Nachrutschen der Versatzsäule im Schacht Lohra           | 1             | 1 Verletzter |
| 28. Okt. 2014 | Grube Ermenek                                 | Steinkohle | Türkei                       | Ermenek                       | Provinz Karaman                              | Vermutlich Wasserrohrbruch                                            | 10 bis 18     | 8 Überlebende |
| 26. Jan. 2015 | Bergwerk Sassjadko                            | Steinkohle | Ukraine                      | Donezbecken                   | Donezk                                       | Stromausfall durch Artilleriebeschuss                                 |               | 496 Bergleute unter Tage eingeschlossen, sie konnten später gerettet werden, nachdem die Stromversorgung provisorisch wiederhergestellt wurde.                                                                   |
| 4. März 2015  | Bergwerk Sassjadko                            | Steinkohle | Ukraine                      | Donezbecken                   | Donezk                                       | Schlagwetterexplosion                                                 | 33            | zunächst 47 Vermisste |
| 17. Dez. 2015 | Bergwerk?                                     | Kohle      | China                        | Liaoning                      |                                              | Feuer                                                                 | 17            | 13 Arbeiter starben vor Ort, 4 weitere erlagen später im Krankenhaus ihren Verletzungen. Ursache des Brandes seien vermutlich Schweißarbeiten gewesen.                                                           |
| 25. Feb. 2016 | Bergwerk Sewernaja                            | Kohle      | Russland                     | Workuta                       |                                              | Schlagwetterexplosion mit anschließendem Grubenbrand                  | 36            | Vier Tote bei der ersten Schlagwetterexplosion, 26 Vermisste, für die keine Überlebenshoffnung besteht sowie 6 tote Grubenwehrleute, die bei einer zweiten Schlagwetterexplosion am 28. Februar ums Leben kamen. |
| 30. Nov. 2016 | Bergwerk Rudna (KGHM)                         | Kupfer     | Polen                        |                               | Polkowice                                    | Erdbeben der Stärke 3,4                                               | 8             | 5 Vermisste; Agenturmeldung „Erdbeben“ – vermutlich ein Gebirgsschlag, Hypozentrum in lediglich 1100 m Teufe, Abbau ging in 1100 m Teufe um, die tiefsten Grubenbaue des Bergwerks reichten bis in 1300 m Teufe. |
| 2. März 2017  | Bergwerk Stepowa                              | Steinkohle | Ukraine                      | Lwiw                          | Hluchiw                                      | Schlagwetterexplosion                                                 | 11            | 34 vermisst |
| 3. Mai 2017   | Bergwerk Semestan Jort                        | Steinkohle | Iran                         |                               | Asad Schahr, Golestan                        | Schlagwetterexplosion                                                 | 42            | 72 Verletzte. Die Unglücksursache soll menschliches Versagen gewesen sein. Es wurde versucht, eine defekte Grubenlok zu reparieren.                                                                              |
| 5. Mai 2018   |                                               | Steinkohle | Pakistan                     |                               | 56 km östlich von Quetta                     | Schlagwetterexplosion                                                 | 16            | +12 vermisst |
| 21. Dez. 2018 | Bergwerk Karviná                              | Steinkohle | Tschechien                   | Karviná                       | Karviná                                      | Schlagwetterexplosion                                                 | 13            | 10 Verletzte |
| 6. Jan. 2019  | Schacht in einem Flussbett                    | Gold       | Afghanistan                  | Bezirk Kohistan               | Badachschan                                  | Einsturz von nichtprofessionellem Schacht oder Stollen                | 35+           | 12 Verletzte |
| 29. Jan. 2019 | Bergwerk Rudna                                | Kupfer     | Polen                        | Breslau                       | Polkowice                                    | Erdbeben der Stärke 4,4                                               |               | 8 Vermisste, 7 Verletzte |
| 22. Apr. 2019 |                                               | Jade       | Myanmar                      |                               | Hpakant                                      | Einsturz nach Erdrutsch                                               | 6             | 50+ |
| 25. Apr. 2019 | Bergwerk „S’chidkarbon“ (russisch Схидкарбон) | Steinkohle | Ukraine (VR Lugansk)         | Donezbecken                   | Jurjiwka, Bezirk Lutuhyne                    | Schlagwetterexplosion                                                 | 19            | |
| 28. Juli 2019 |                                               | Jade       | Myanmar                      |                               | Phakant Township, Kachin-Staat               | Erdrutsch                                                             | 14            | 4 Vermisste |
| 26. Sep. 2019 | illegaler Schacht                             | Gold       | Tschad                       |                               | Kouri Bougoudi, Tibesti                      | Einsturz von nichtprofessionellem Schacht oder Stollen                | 52            | 37 Verletzte |
| 2. Okt. 2019  | illegaler Schacht                             | Gold       | DR Kongo                     |                               | Kampene, Maniema                             | Einsturz von nichtprofessionellem Schacht oder Stollen                | 14            | 3 Verletzte |
| 19. Nov. 2019 | Kohlebergwerk                                 | Steinkohle | China                        |                               | Pingyao, Shanxi                              | Schlagwetterexplosion                                                 | 15            | 9 Verletzte |
| 15. Dez. 2019 | Kohlebergwerk Shanmushu                       | Steinkohle | China                        |                               | Yibin, Sichuan                               | Wassereinbruch in die Grube                                           | 5             | 13 Vermisste. Alle am 18. Dezember gerettet. |
| 17. Dez. 2019 | Kohlebergwerk Guanglong                       | Steinkohle | China                        |                               | Guizhou                                      | Schlagwetterexplosion                                                 | 14            | 2 Vermisste |
| 4. Feb. 2020  | illegales Goldbergwerk Isidora                | Gold       | Venezuela                    |                               | El Callao, Bolívar                           | Einsturz                                                              | 20            | unbekannt |
| 4. Feb. 2020  | illegales Goldbergwerk                        | Gold       | Venezuela                    |                               | Gran Sabana, Bolívar                         | Einsturz                                                              | 15            | unbekannt |
| 4. Apr. 2020  | Kohlebergwerk                                 | Kohle      | Kolumbien                    |                               | Cucunubá                                     | Gasexplosion                                                          | 11            | unbekannt |
| 4. Mai 2020   | Goldbergwerk                                  | Gold       | Liberia                      |                               | Masaakpaoh, Tewor Distrikt, Grand Cape Mount | Murgang                                                               | 2             | unbekannt |
| 2. Juli 2020  | Jadetagebau                                   | Jade       | Myanmar                      |                               | Sate Mu, Hpakant, Kachin-Staat               | Erdrutsch                                                             | 174           | Grubenunglück von Hpakant: mindestens 54 Verletzte |
| 11. Sep. 2020 | illegales Goldbergwerk „Detroit“              | Gold       | DR Kongo                     |                               | Kamituga, Südkivu                            | Einsturz von nichtprofessionellem Schacht nach tagelangen Regenfällen | 50            | unbekannt |
| 26. Nov. 2020 | Goldbergwerk „Ran“                            | Gold       | Simbabwe                     |                               | Bindura                                      | Einsturz und Wassereinbruch nach Sprengungen                          | 30 (Vermisst) | unbekannt |
| 4. Dez. 2020  | Bergwerk Diaoshuidong                         | Steinkohle | China                        | Chongqing                     | Diaoshuidong                                 | Kohlenmonoxidvergiftung                                               | 23            | 1 gerettet |

#### 2021 bis heute
| Datum         | Bergwerk                                                       | Produkt    | Land                | Revier        | Ort                         | Ursache                                              | Todesopfer | Verletzte, Überlebende, weitere Schäden, Bemerkungen                |
| ------------- | -------------------------------------------------------------- | ---------- | ------------------- | ------------- | --------------------------- | ---------------------------------------------------- | ---------- | ------------------------------------------------------------------- |
| 10. Jan. 2021 | Bergwerk Hushan                                                | Gold       | China               | Shandong      | Yantai                      | Explosion unbekannter Ursache                        | 10         | 1 vermisst, 11 nach zwei Wochen gerettet                            |
| 11. Apr. 2021 |                                                                | Kohle      | China               |               | Hutubi                      | Wassereinbruch                                       | ?          | 8 gerettet, 21 eingeschlossen im Bergwerk                           |
| 9. Mai 2021   |                                                                | Gold       | Guinea              |               | Siguiri                     | Erdrutsch                                            | 15         | [ 132 ]                                                             |
| 31. Juli 2021 | Bergwerk „Pokrowske“ (ukrainisch Шахтоуправління „Покровське“) | Steinkohle | Ukraine             | Donezbecken   | Pokrowsk                    | Schlagwetterexplosion                                | 6          | 4 schwer Verletzte                                                  |
| 25. Nov. 2021 | Bergwerk Listwjaschnaja                                        | Steinkohle | Russland            | Kusbass       | Gramoteino, Oblast Kemerowo | Schlagwetterexplosion mit anschließendem Grubenbrand | 51 Tote    | 106 Verletzte                                                       |
| 21. Feb. 2022 | Goldmine in Gbomblora                                          | Gold       | Burkina Faso        |               | Poni                        | Chemikalienexplosion                                 | 63         | 100 Verletzte                                                       |
| 14. Okt. 2022 | Steinkohlebergwerk Amasra                                      | Steinkohle | Türkei              | Bartın        | Amasra                      | Schlagwetterexplosion                                | 41         | 11 Verletzte                                                        |
| 22. Feb. 2023 | Tagebau „Xinjing Coal Industry Open pit Coal Mine“             |            | Volksrepublik China |               | Linkes Alxa-Banner          | Einsturz                                             | 53         | 6                                                                   |
| 15. März 2023 |                                                                | Kohle      | Kolumbien           |               | Sutatausa                   | Explosion                                            | 21         |                                                                     |
| 30. März 2023 | Bergwerk „al-Jabal al-Ahmar“                                   | Gold       | Sudan               |               | asch-Schamaliyya            | Einsturz                                             | 14         | >20                                                                 |
| 6. Mai 2023   | Bergwerk „La Esperanza“                                        | Gold       | Peru                |               | Distrikt Yanaquihua         | Feuer                                                | 27         | Das Feuer wurde unter Tage durch einen Kurzschluss ausgelöst        |
| 18. Mai 2023  | Stillgelegte Mine „Virginia“                                   | Gold       | Südafrika           |               | Welkom                      | Methanexplosion                                      | >31        | ausgelöst durch illegale Arbeiten in einer stillgelegten Mine       |
| 5. Juli 2023  | illegale Mine                                                  | Gold       | Südafrika           |               | Boksburg                    | Gasaustritt                                          | 17         | 10                                                                  |
| 13. Aug. 2023 | Hpakant-Mine                                                   | Jade       | Myanmar             |               | Kachin-Staat                | Erdrutsch                                            | 33         |                                                                     |
| 21. Aug. 2023 |                                                                | Kohle      | Volksrepublik China |               | Yan’an                      | Explosion                                            | 11         |                                                                     |
| 24. Sep. 2023 |                                                                | Kohle      | Volksrepublik China |               | Panzhou                     | Feuer                                                | 16         |                                                                     |
| 28. Okt. 2023 | Bergwerk Kostenko                                              |            | Kasachstan          |               | Qaraghandy                  | vermutlich Methanexplosion                           | 42         |                                                                     |
| 27. Nov. 2023 | Implats, Schacht Rustenburg 11                                 | Gold       | Südafrika           | Merensky Reef | Rustenburg                  |                                                      | 11         | Abgang des Förderkorbes während der Seilfahrt, weitere 75 Verletzte |
| 14. Jan. 2024 | Bergwerk Ng’alita                                              | Gold       | Tansania            |               | Bariadi                     | Erdrutsch                                            | 22         |                                                                     |

## Künstlerische Rezeption
- In dem Roman Germinal und den Verfilmungen gibt es am Ende der Story einen Schachteinbruch durch Sabotage. Von den verschüttet ausharrenden Bergmännern und Frauen überleben zwei Hauptfiguren nicht.
- Schlagende Wetter von 1923 ist ein naturalistischer Stummfilm, der eine Dreiecksgeschichte vor dem Hintergrund einer genauen Milieustudie im Bergwerksmilieu erzählt. Höhepunkt ist die Rettung von zwei der Hauptfiguren nach einer Verschüttung nach mehreren Tagen.
- Der Film „Die Tapferen weinen nicht“ (The Brave don’t Cry) von 1952 verarbeitet das Grubenunglück von New Cumnock von 1950.[152]
- Die Fernsehserie Rote Erde aus den 1980er zeigt die Geschichte einer fiktiven Zeche mit Bergarbeitersiedlung im Ruhrgebiet vom Ende des 18. Jahrhunderts über etwa 70 Jahren. Verschiedene Grubenunglücke sind ein Teil der Handlung.
- Das Wunder von Lengede (2003) ist ein deutscher zweiteiliger Fernsehfilm von 2003. Der Spielfilm basiert auf den Ereignissen rund um das Grubenunglück von Lengede im Jahr 1963.
- 69 Tage Hoffnung, ein 2015 produzierter amerikanisch-chilenischer Katastrophenfilm, der das Grubenunglück von San José vom August 2010 zum Thema hat.